# Biserica reformată din Căpușu Mic

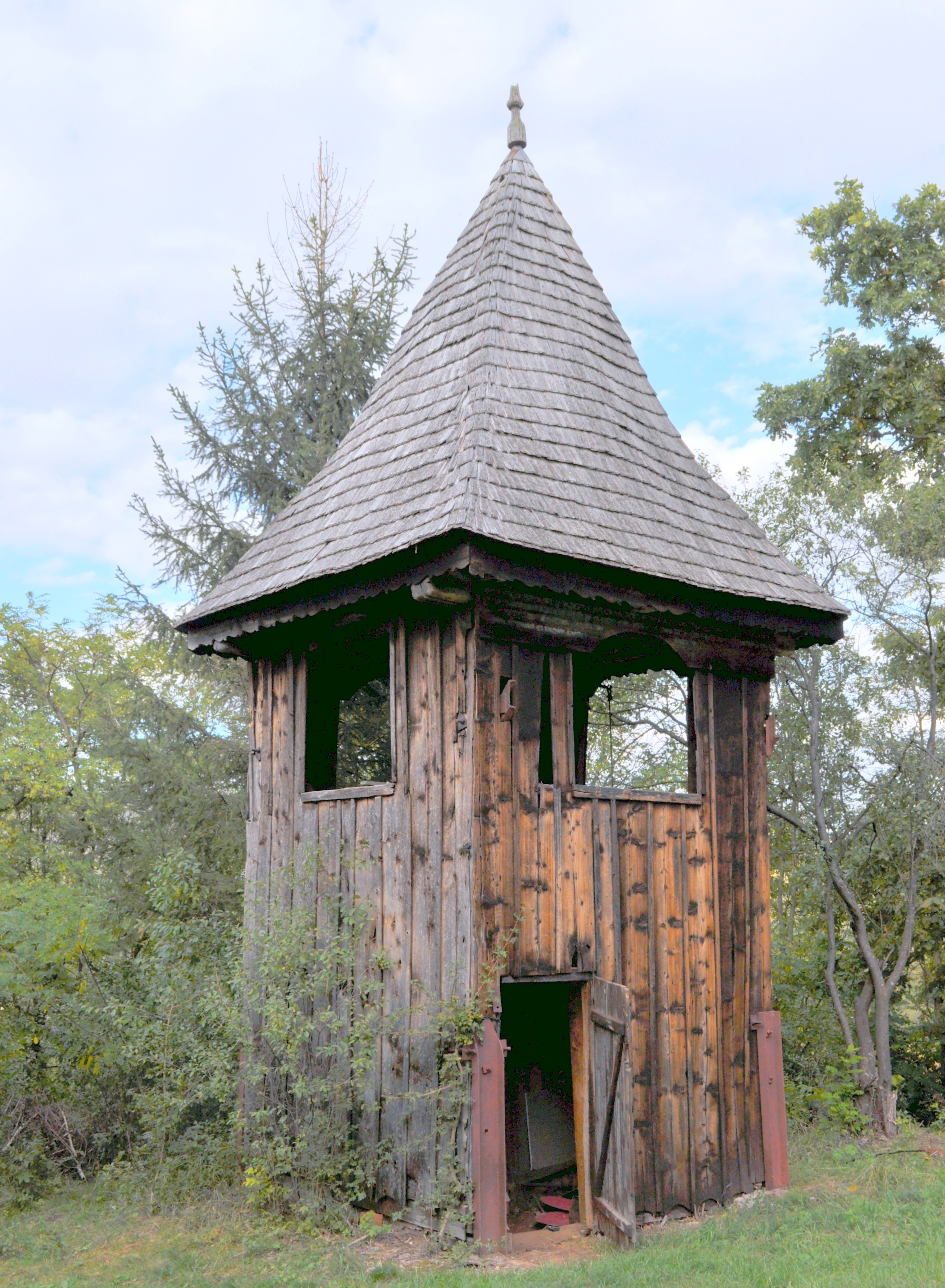
Clopotniţa de lemn

Biserica reformată din Căpușu Mic este un monument istoric aflat pe teritoriul satului Căpușu Mic; comuna Căpușu Mare.

## Localitatea
Căpușu Mic (în maghiară Magyarkiskapus este un sat în comuna Căpușu Mare din județul Cluj, Transilvania, România. Prima menționare documentară a satului Căpușu Mic este din anul 1219.

## Biserica
Nava bisericii a fost construită în secolele XIII și XIV, iar sanctuarul gotic datează din 1503. Cele mai vechi piese din lemn ale bisericii sunt galeria de vest din 1742, poarta de vest, coroana amvonului și tavanul casetat din 1743. Toate acestea sunt primele lucrări cunoscute ale lui Laurențiu Umling în Țara Călatei.
În 1742 János Vintze a comandat coroana octogonală a amvonului, care a fost refăcută în 1764. Pe tavanul de lemn al navei una dintre casete poartă o inscripție cu numele lui Lorenz Umling: „TOTUM HOC O / PUS LAQEUR / ARIS AB (...) / LAURENTIUS / UMLING SZAS / KEZDINUS”.
În 1931 biserica a fost renovată sub îndrumarea istoricului de artă László Debreczeni.
Clopotnița, separată de clădirea bisericii, avea două clopote, unul din 1527, iar celălalt din 1651.

## Imagini

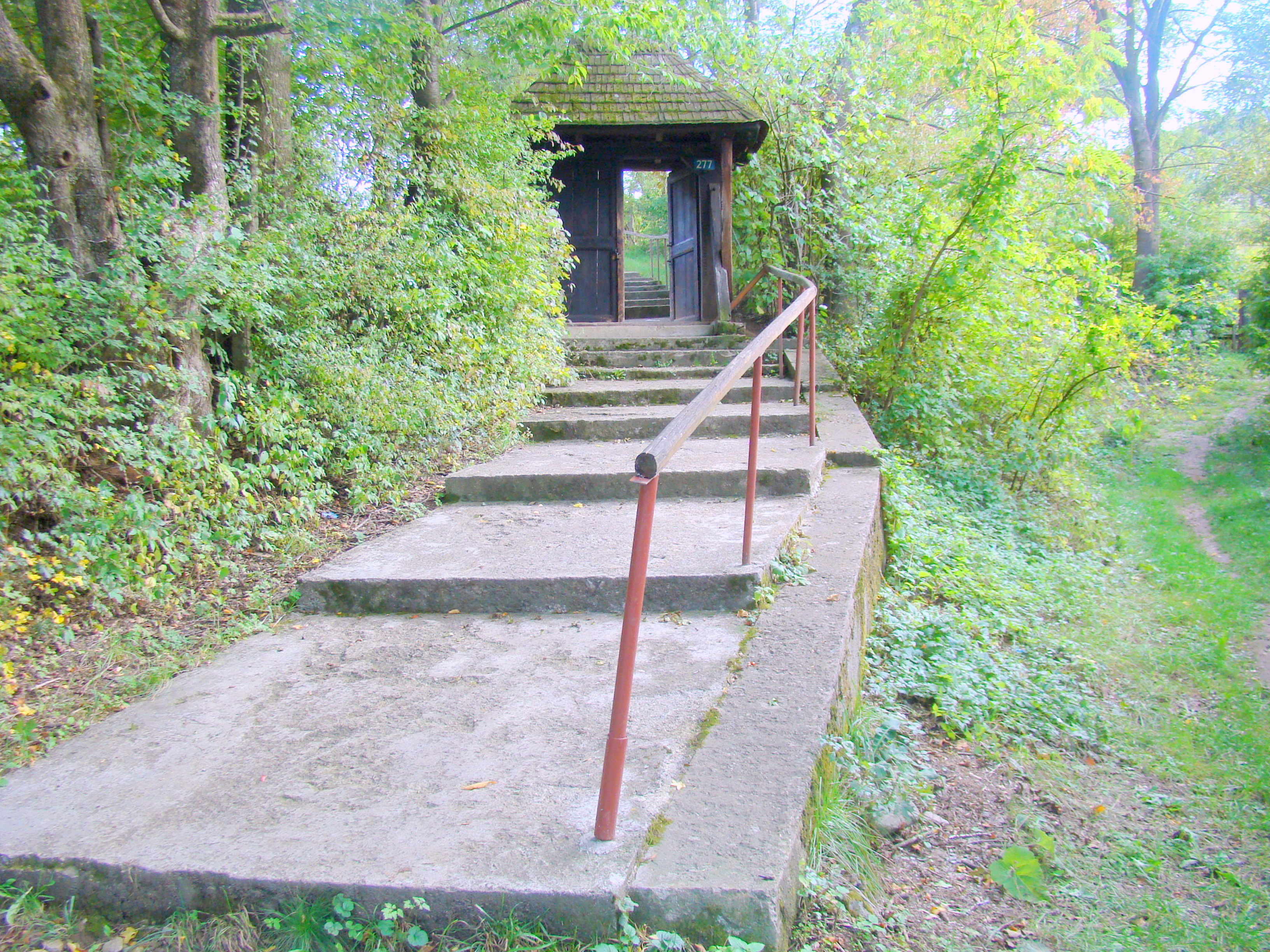
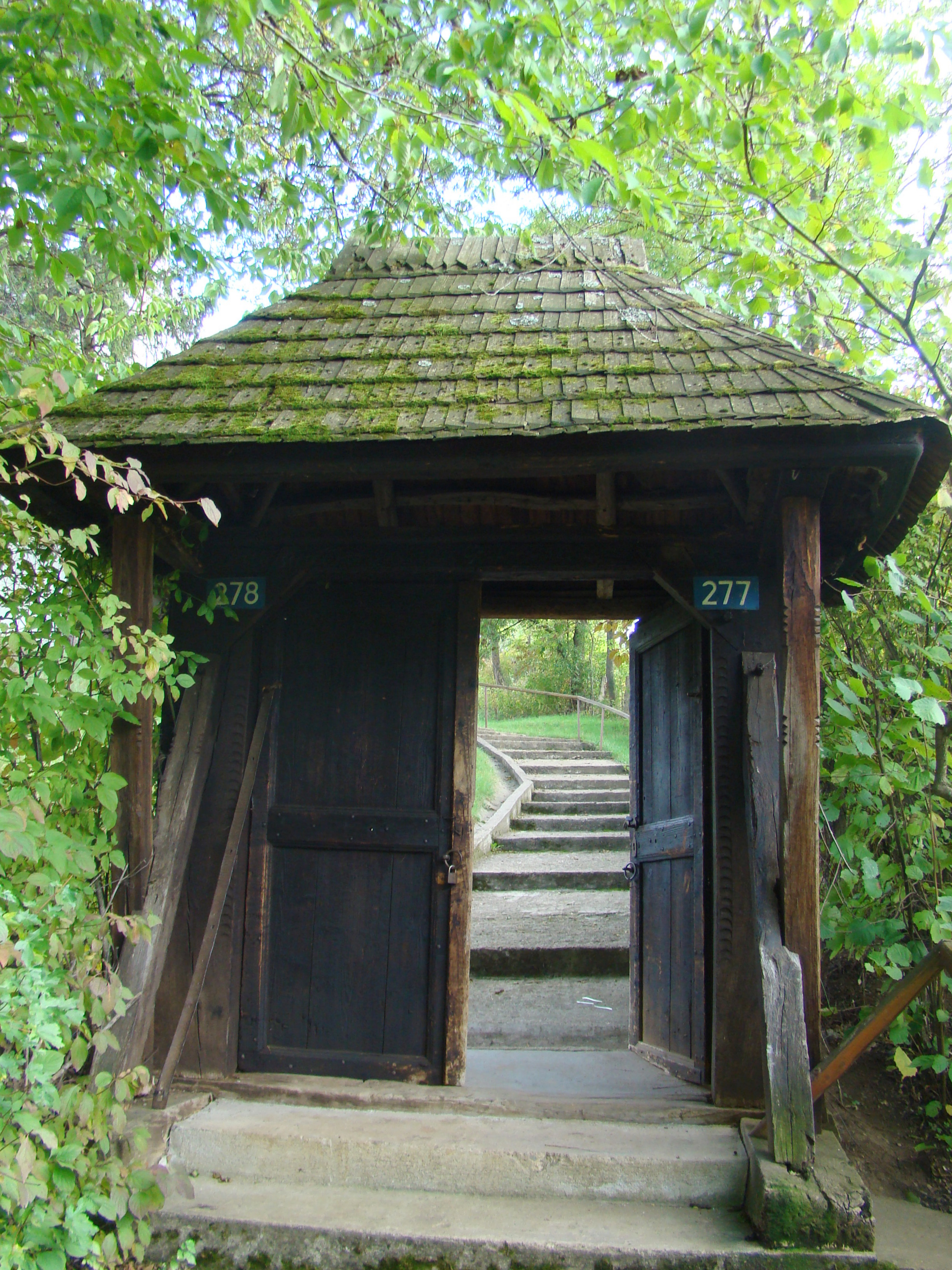
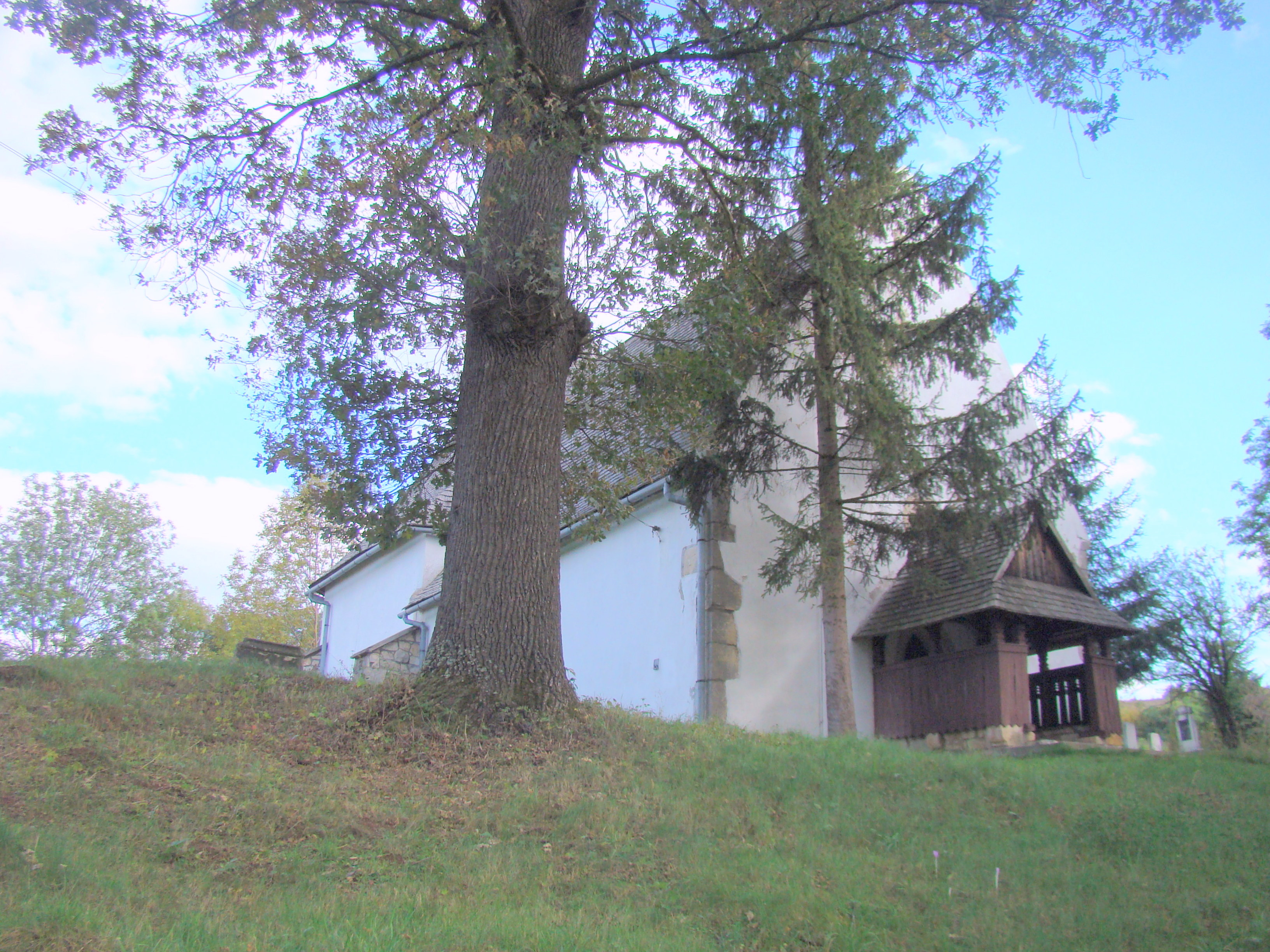
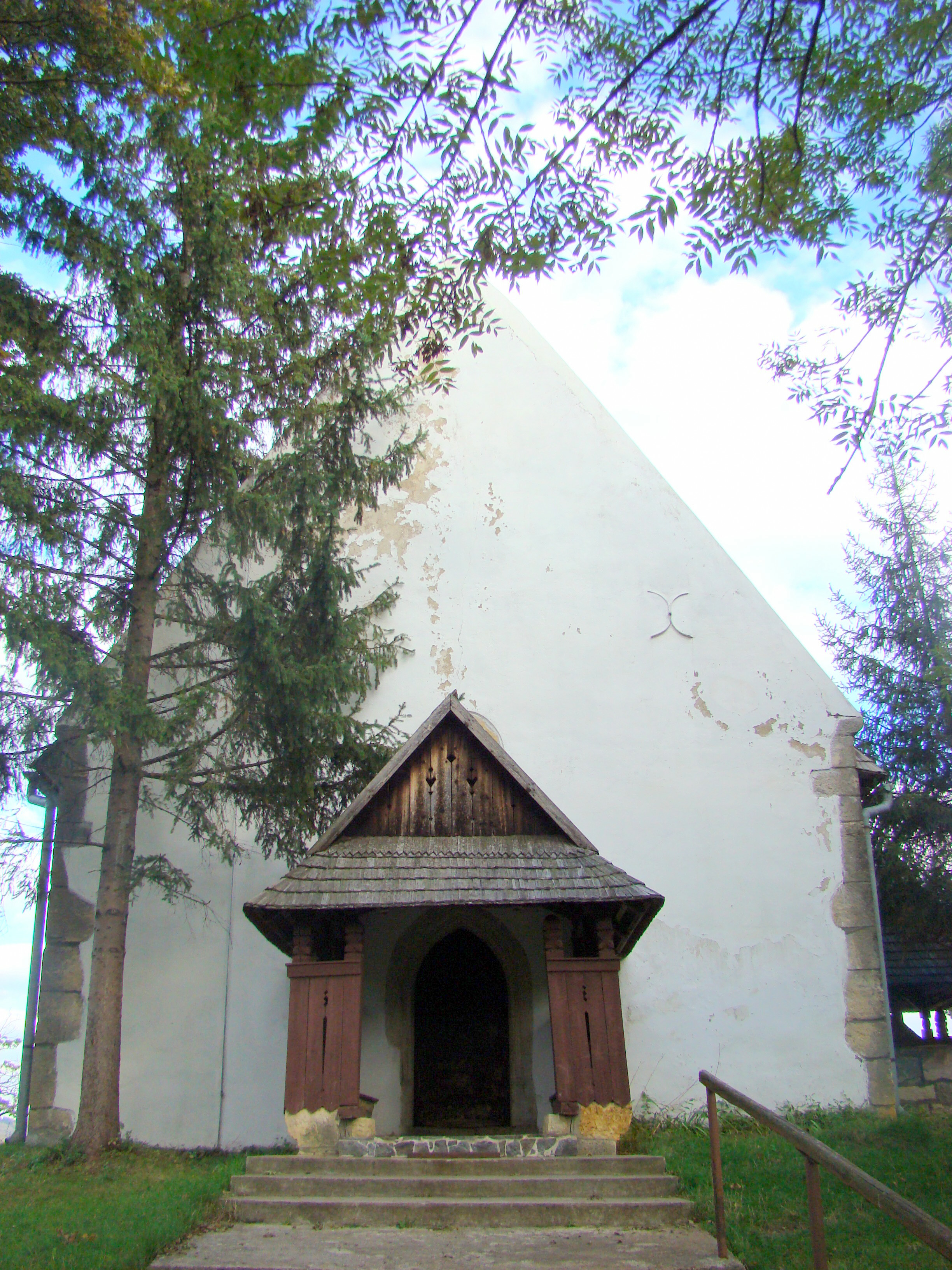
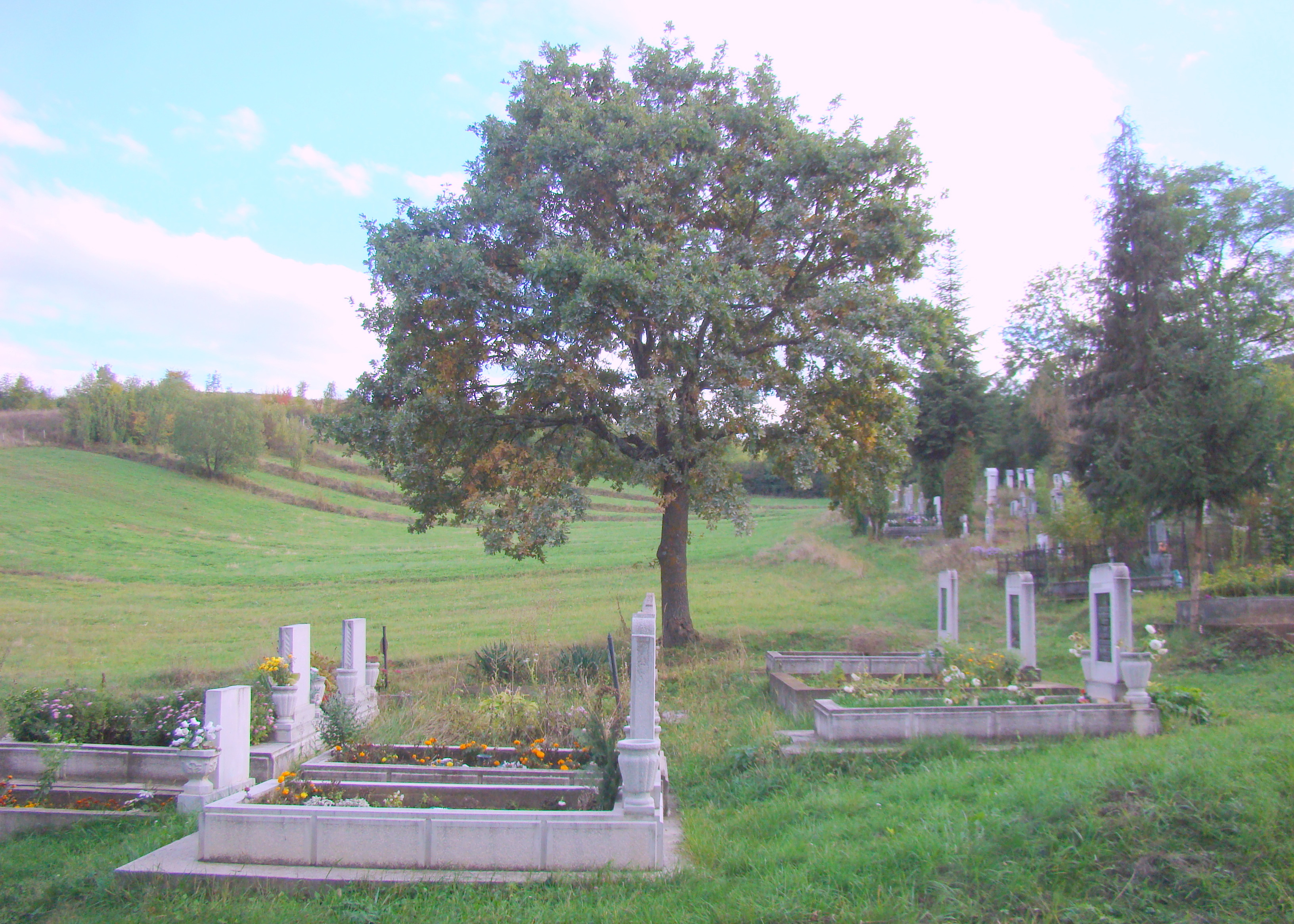
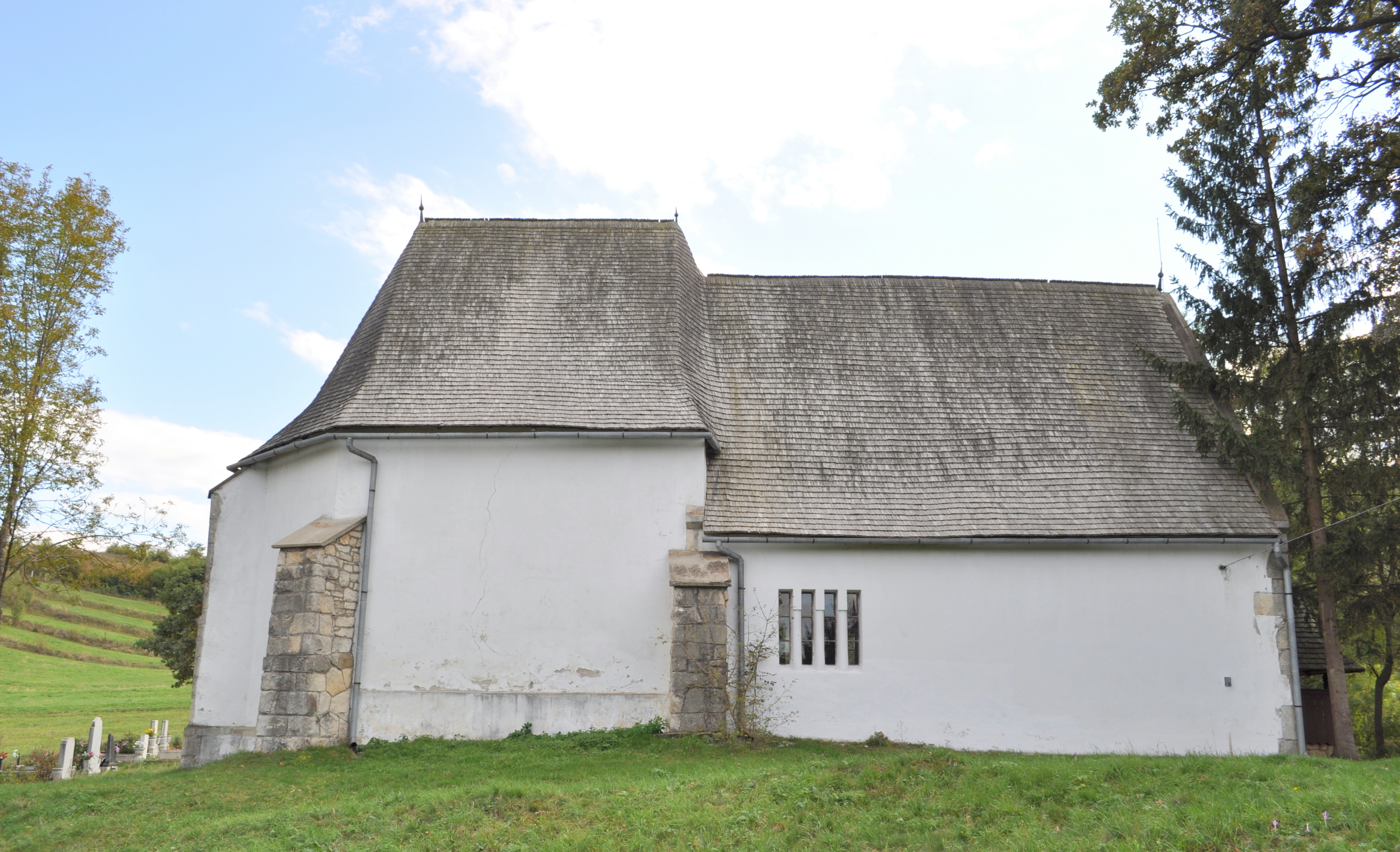
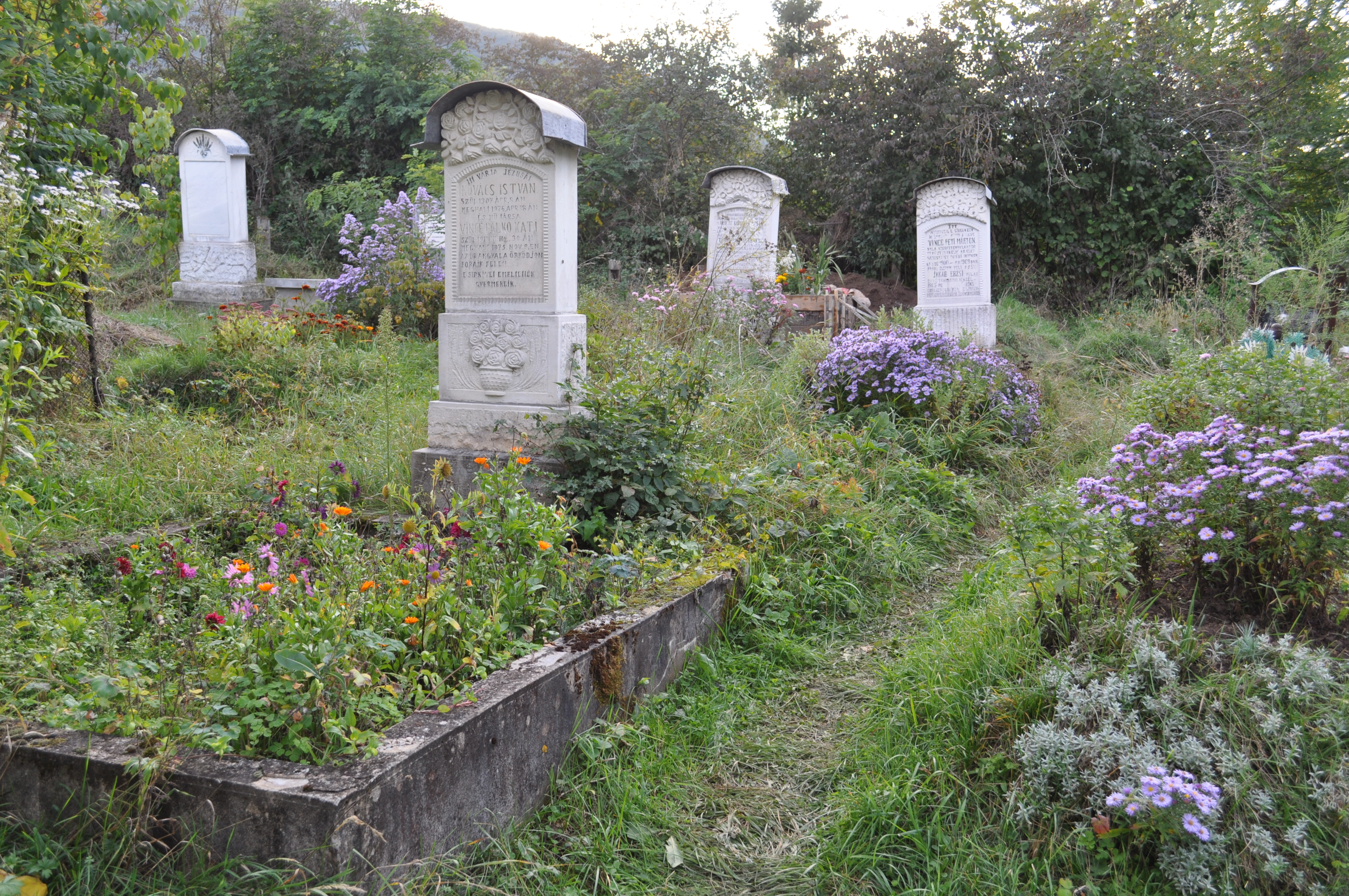
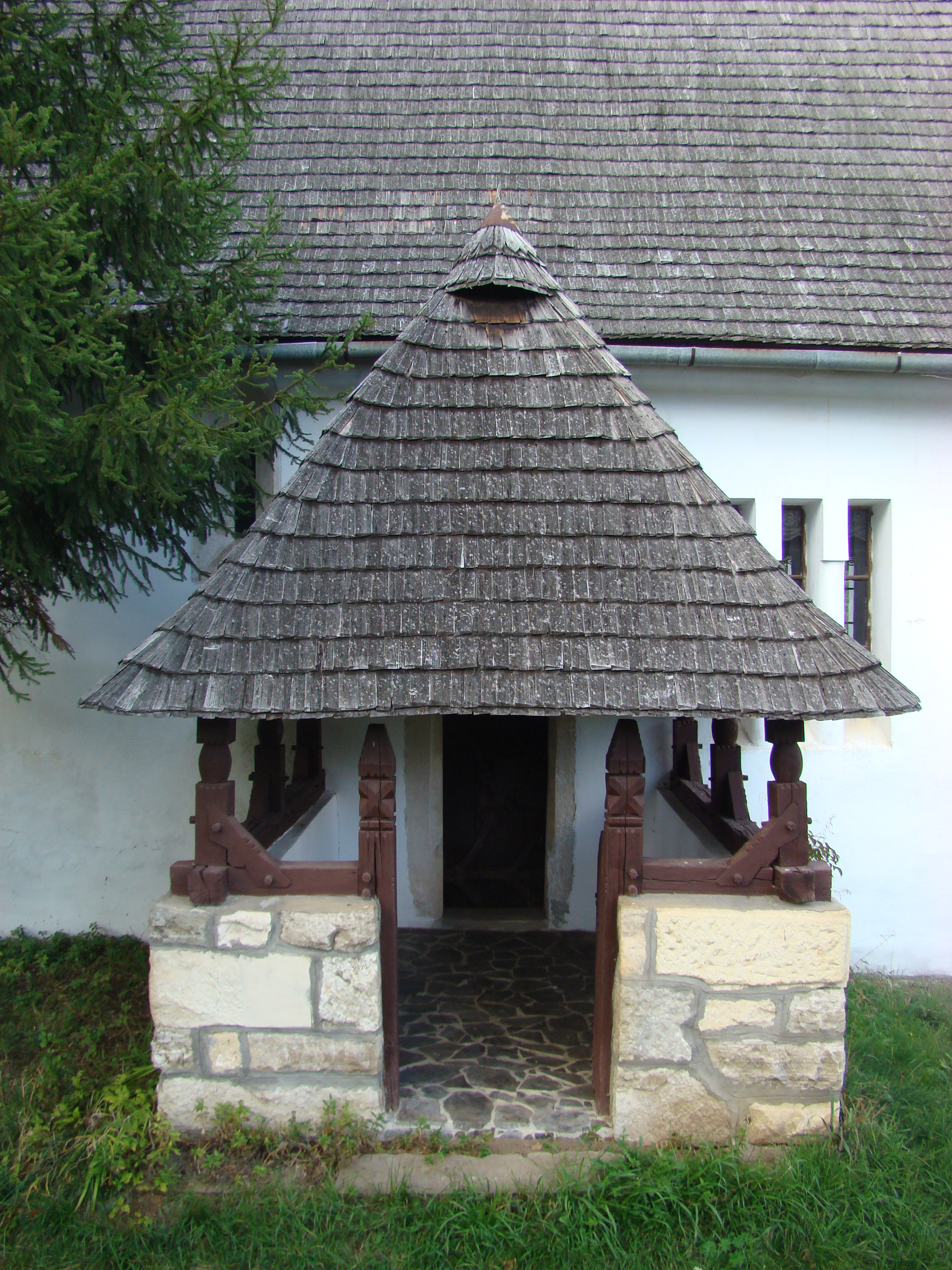
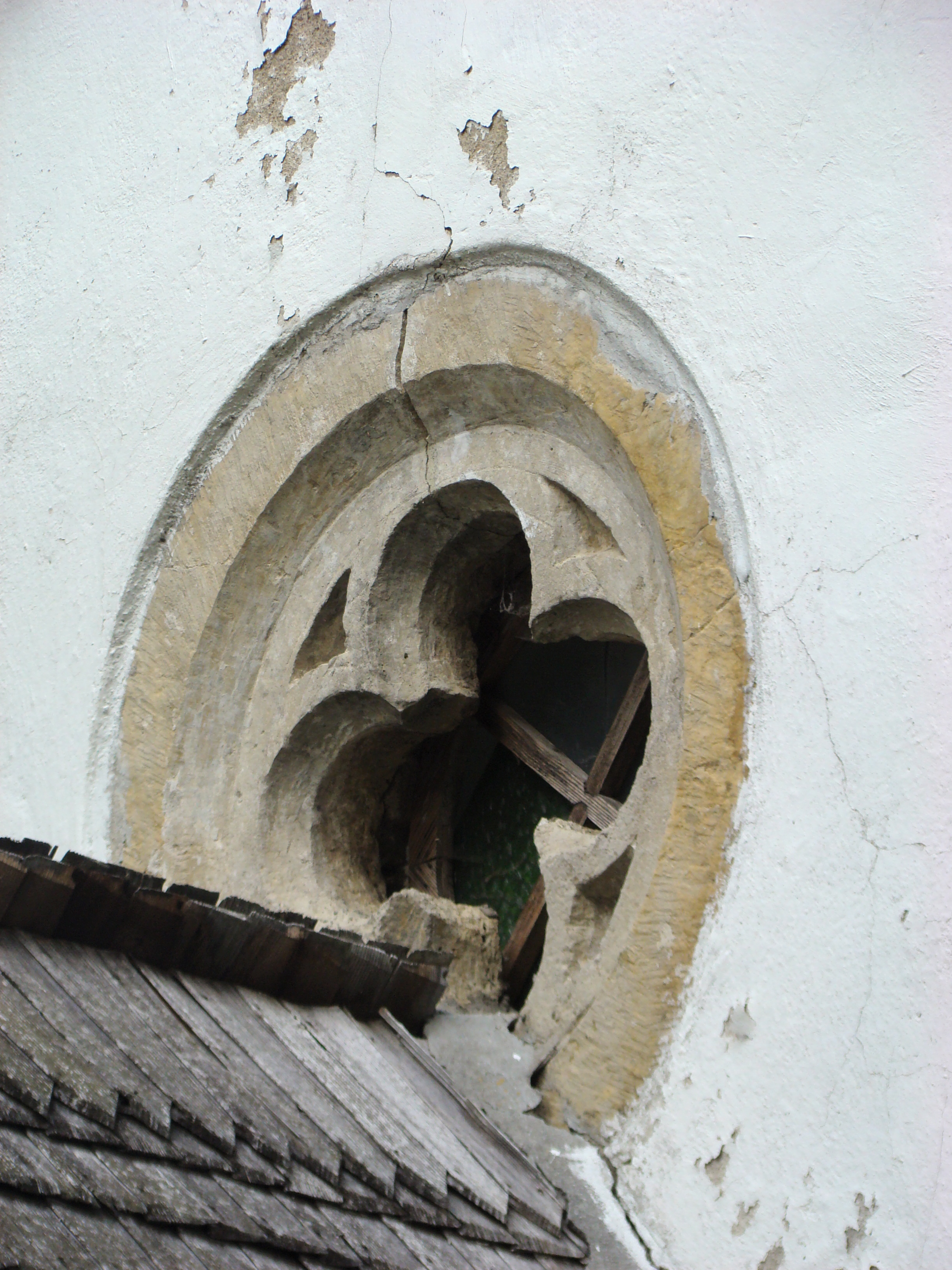
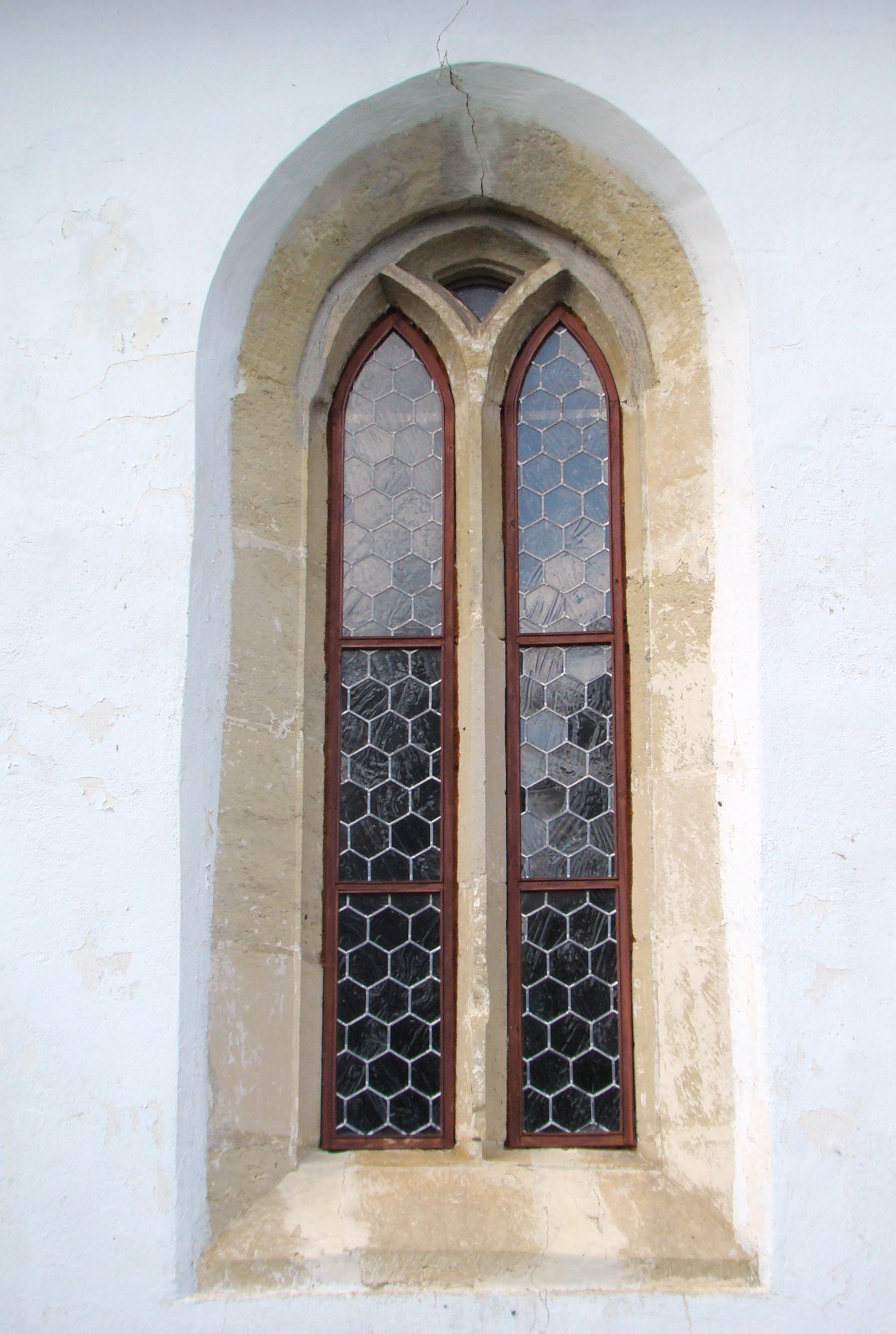
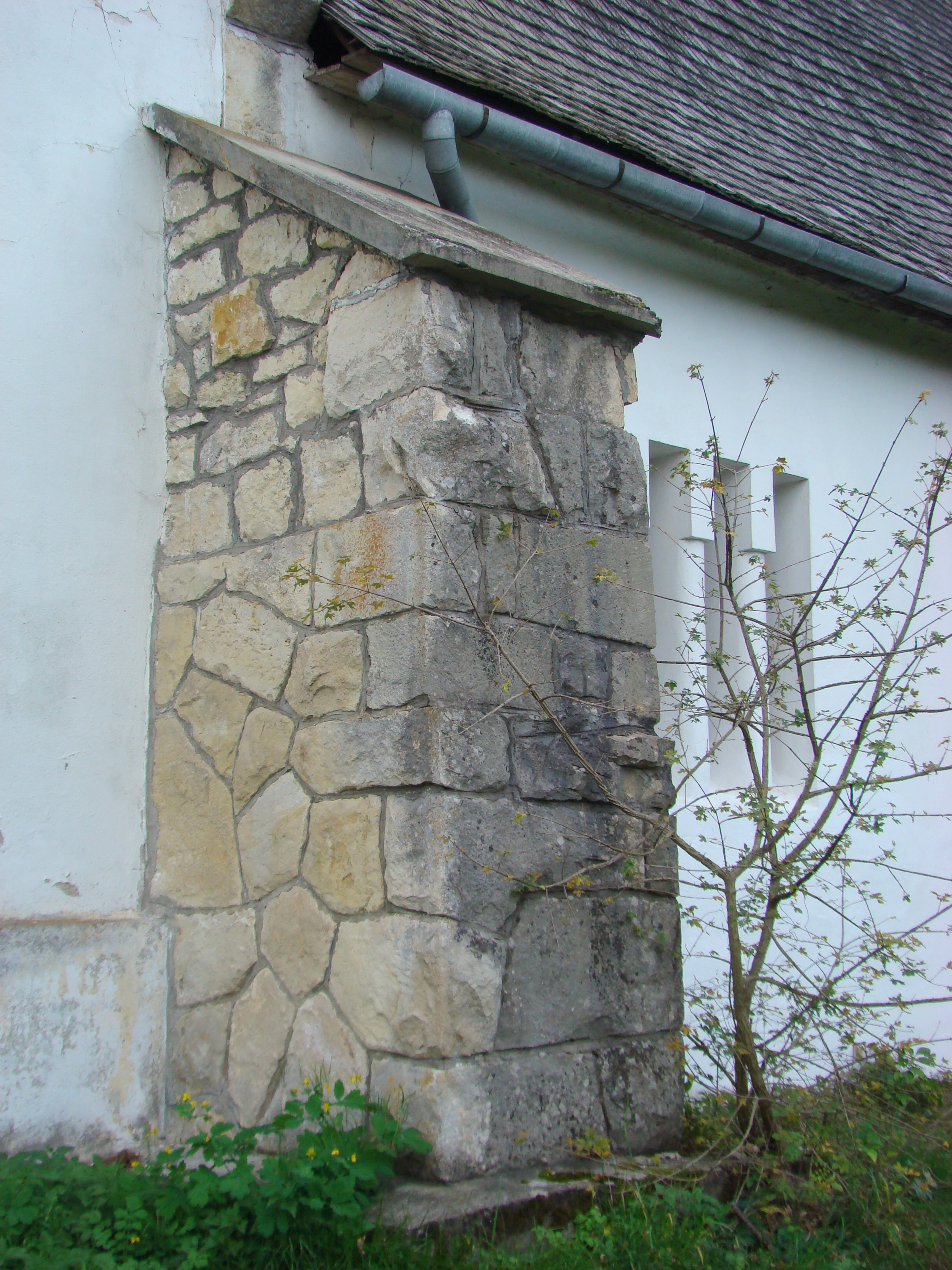
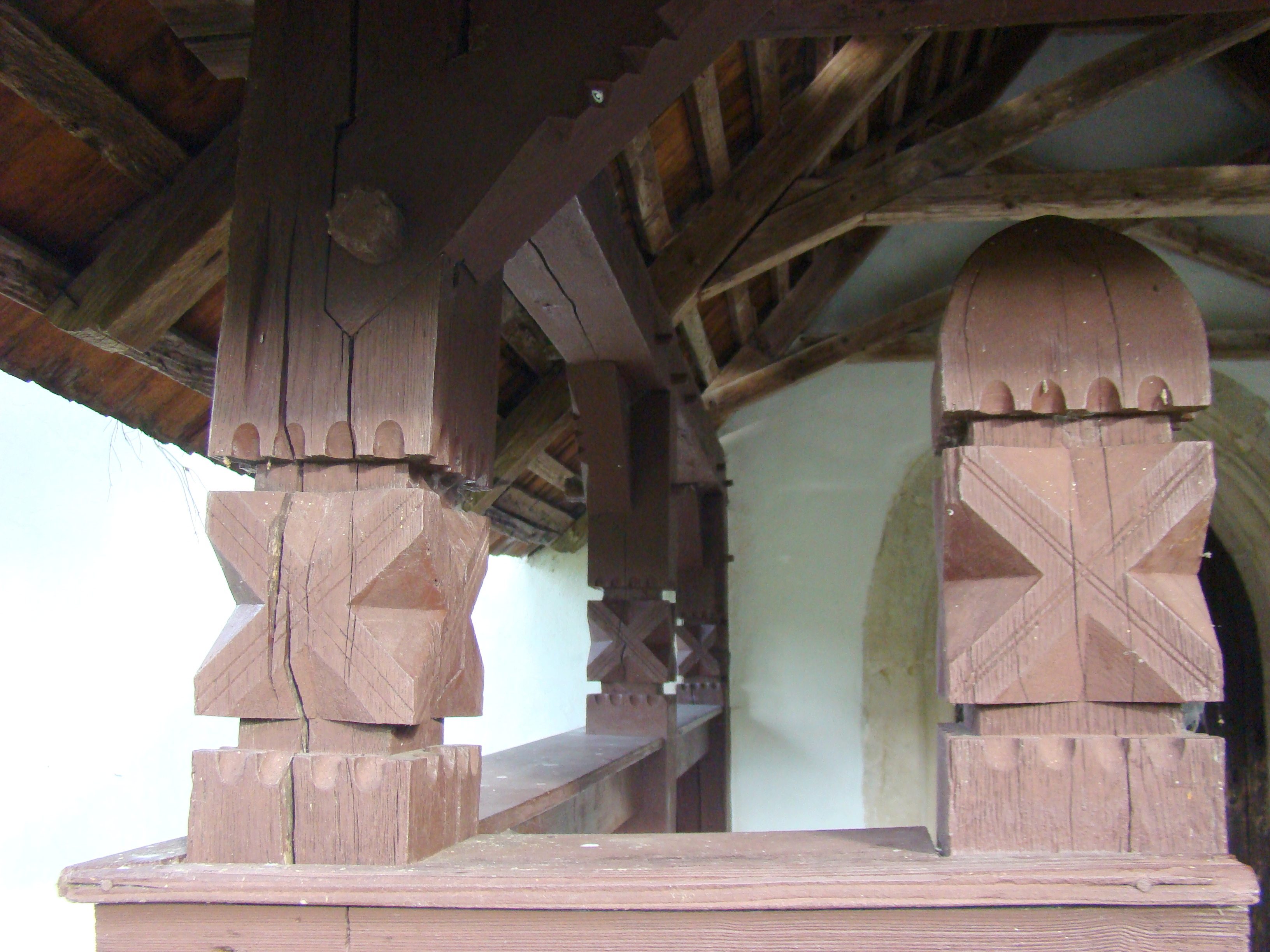
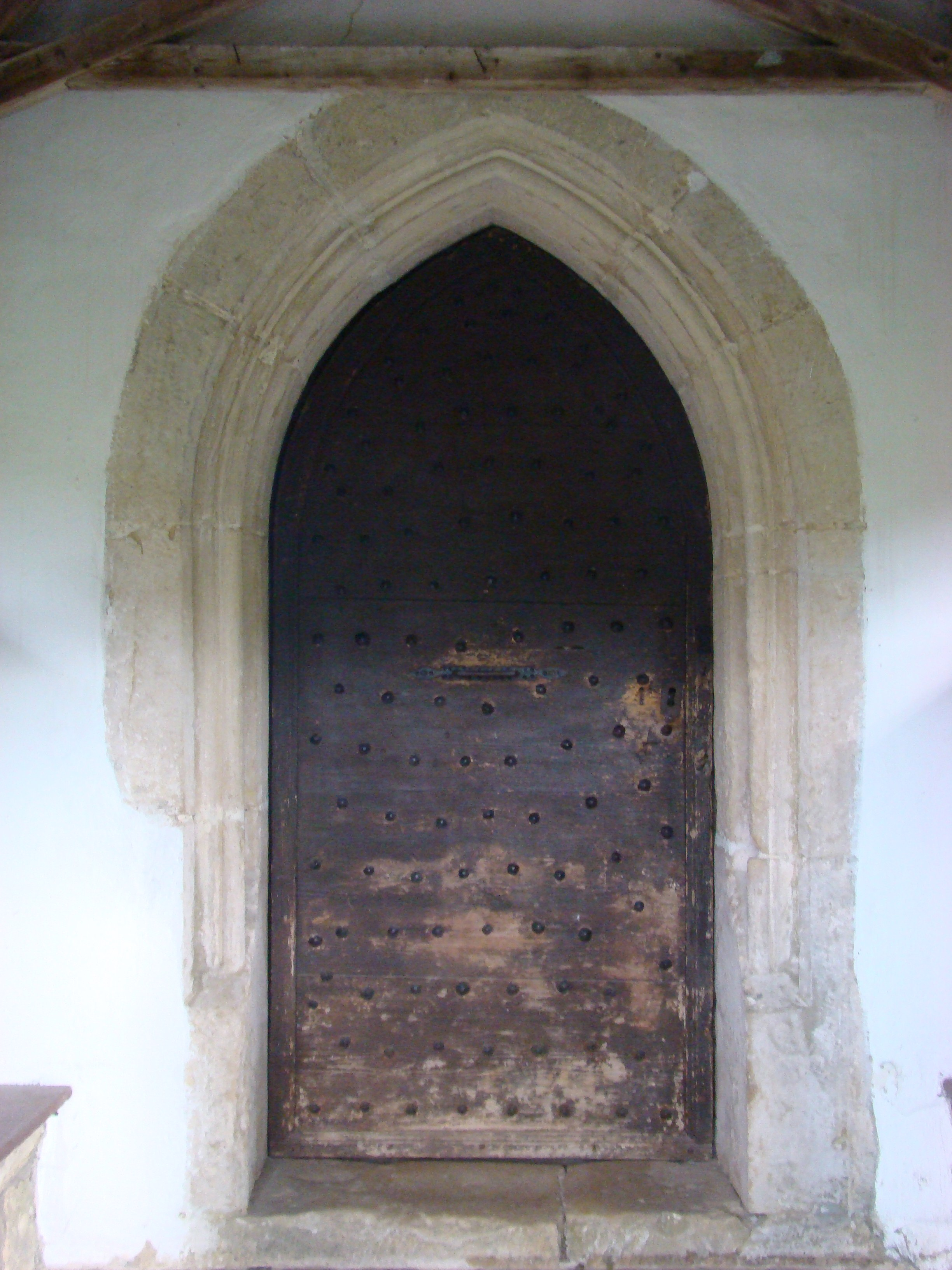
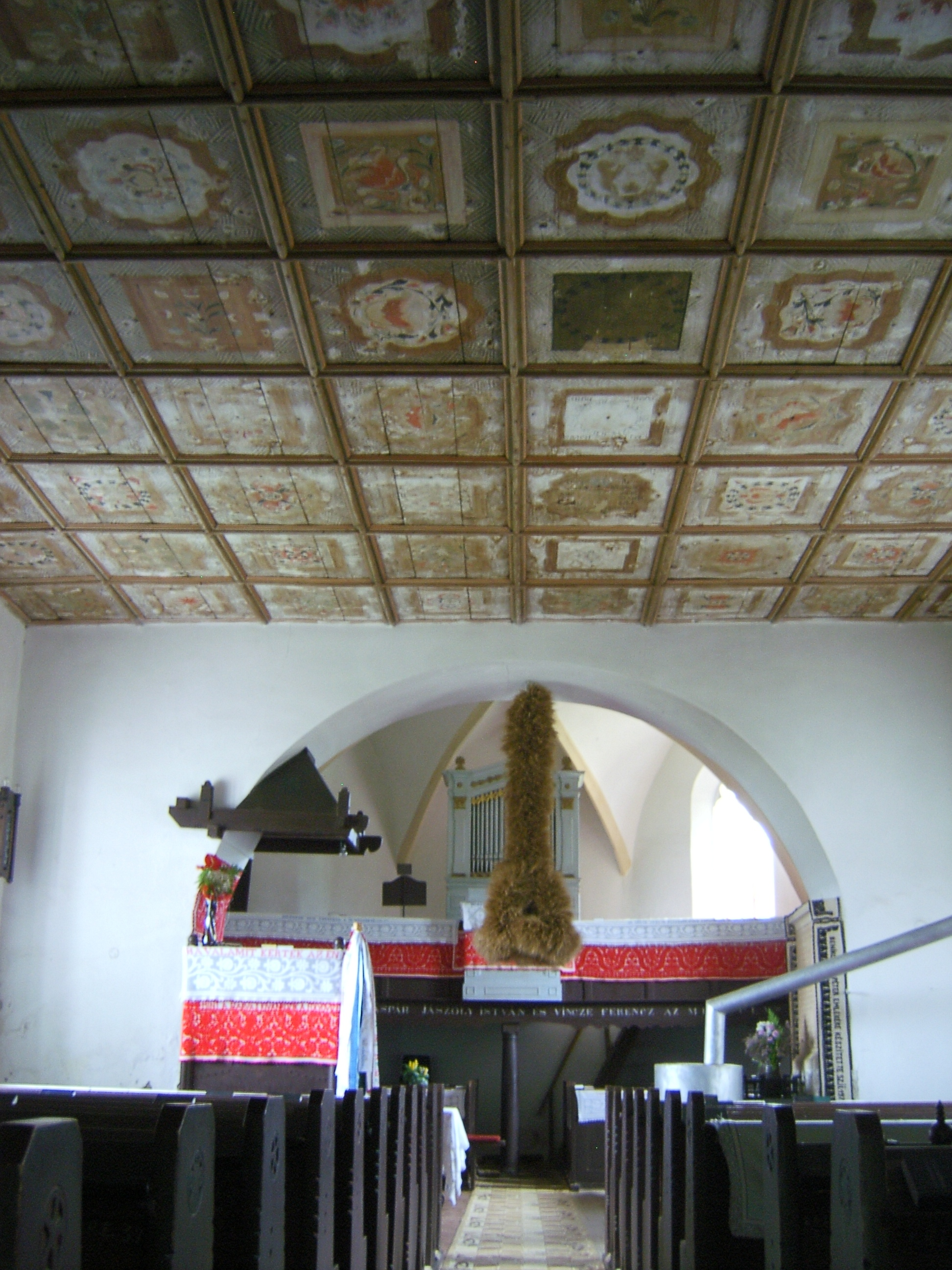
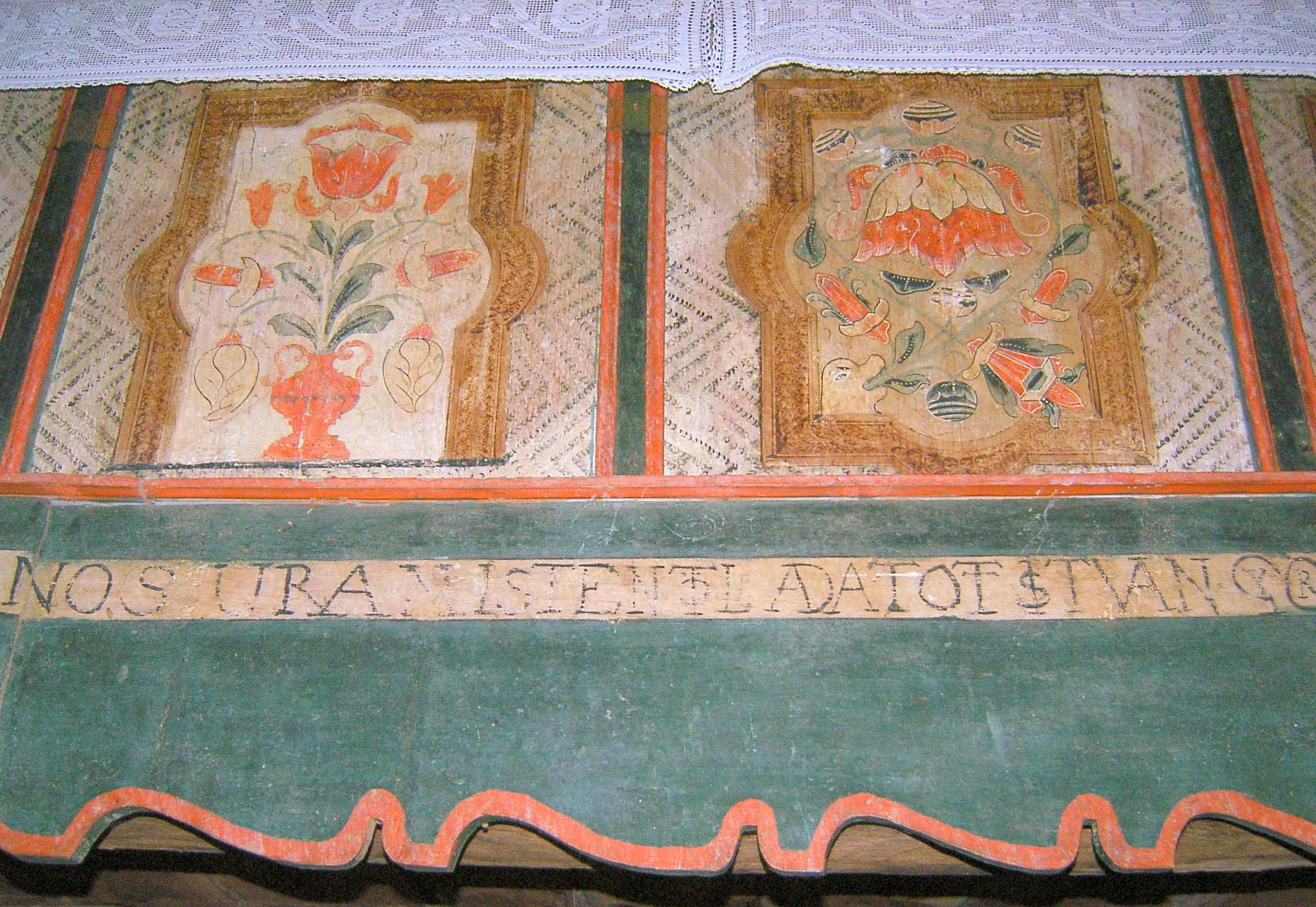
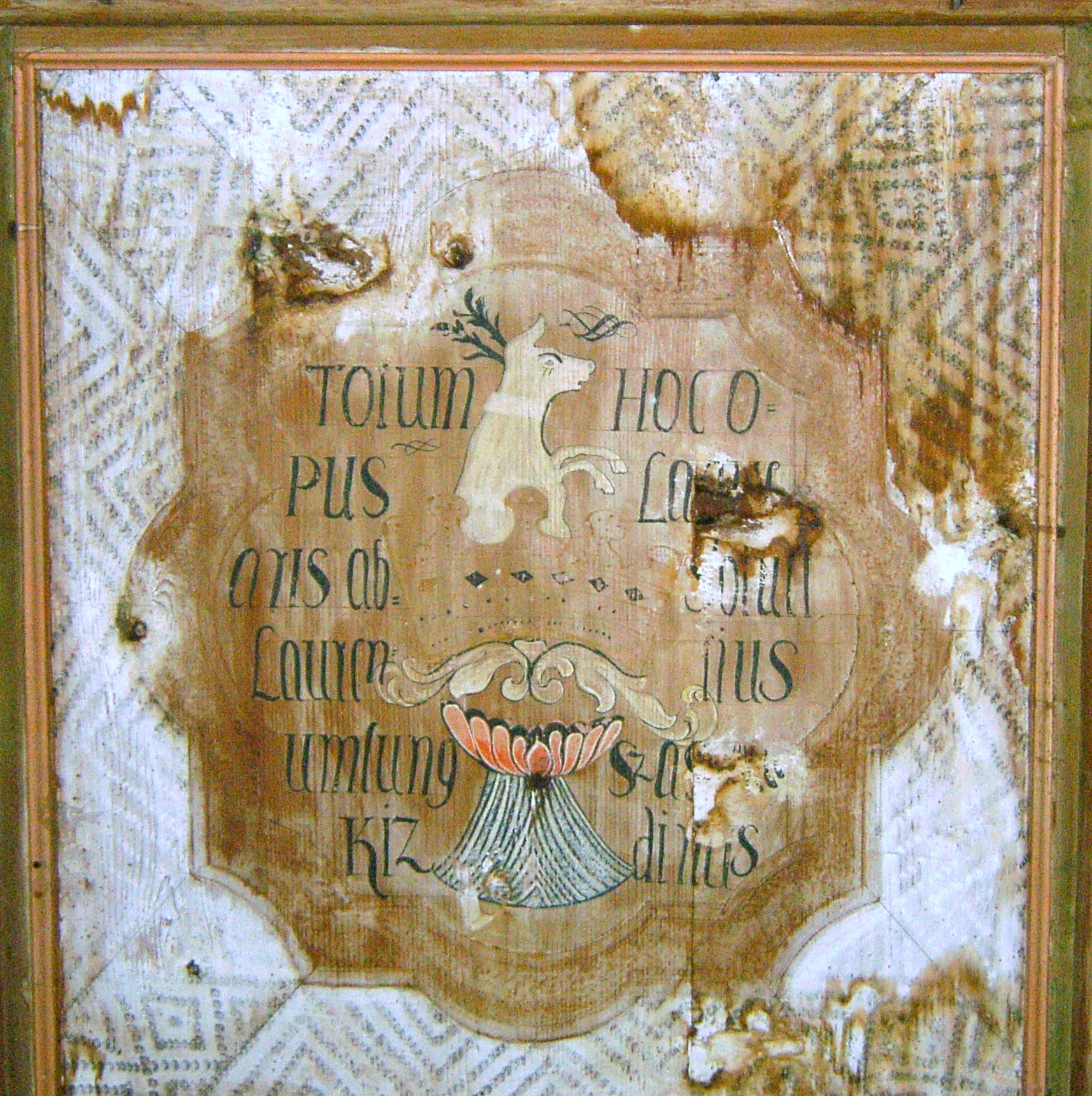
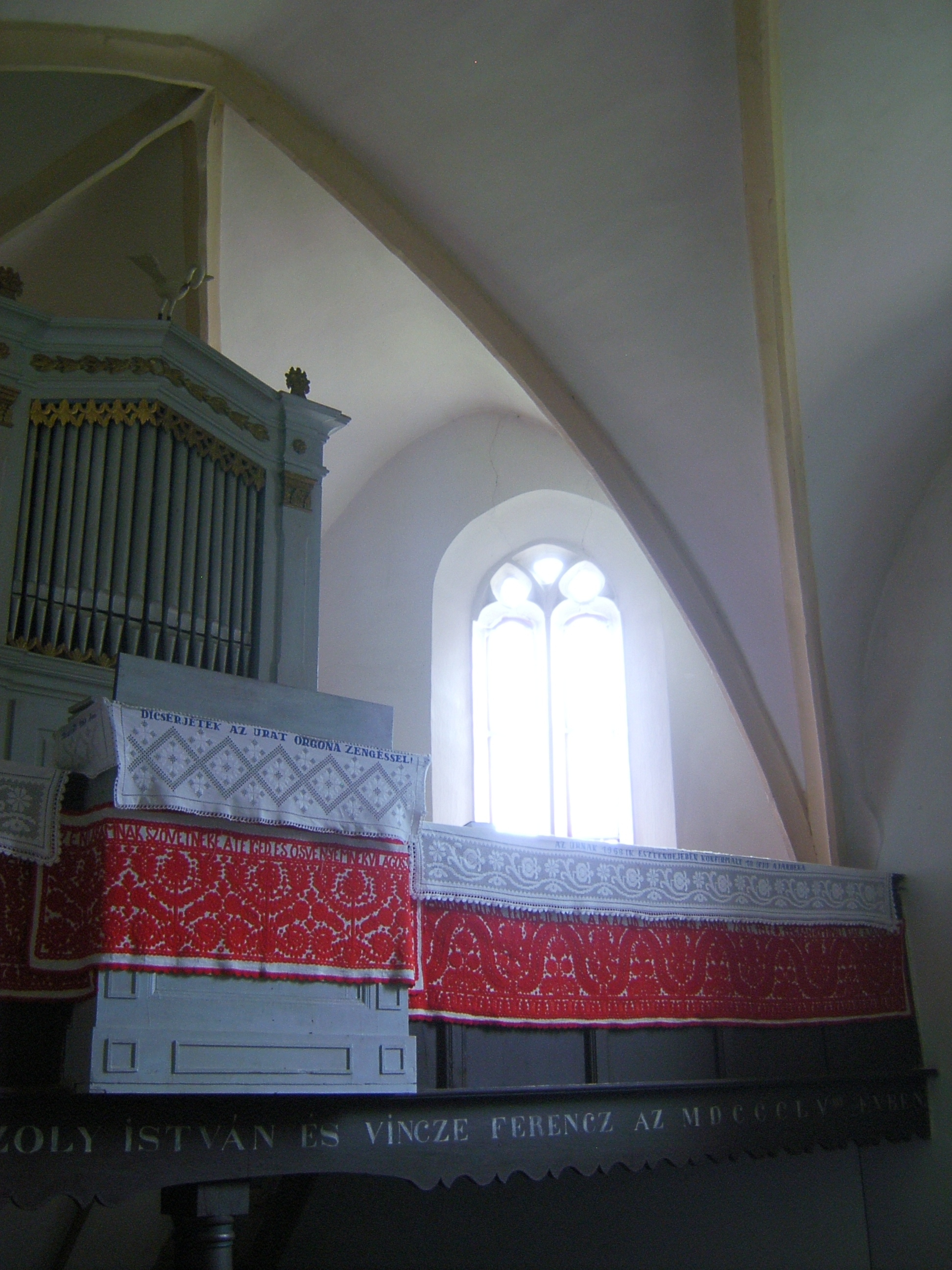
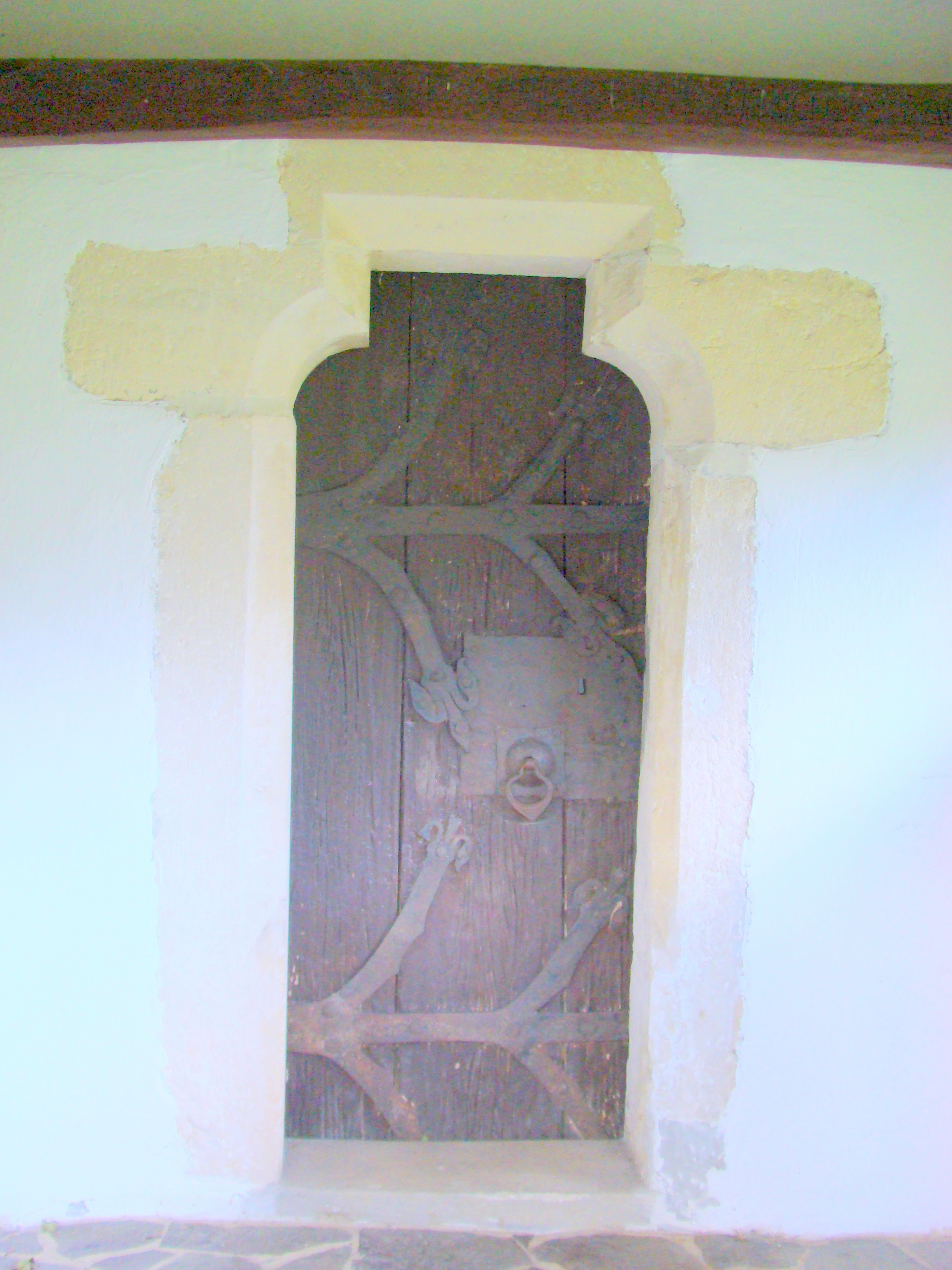
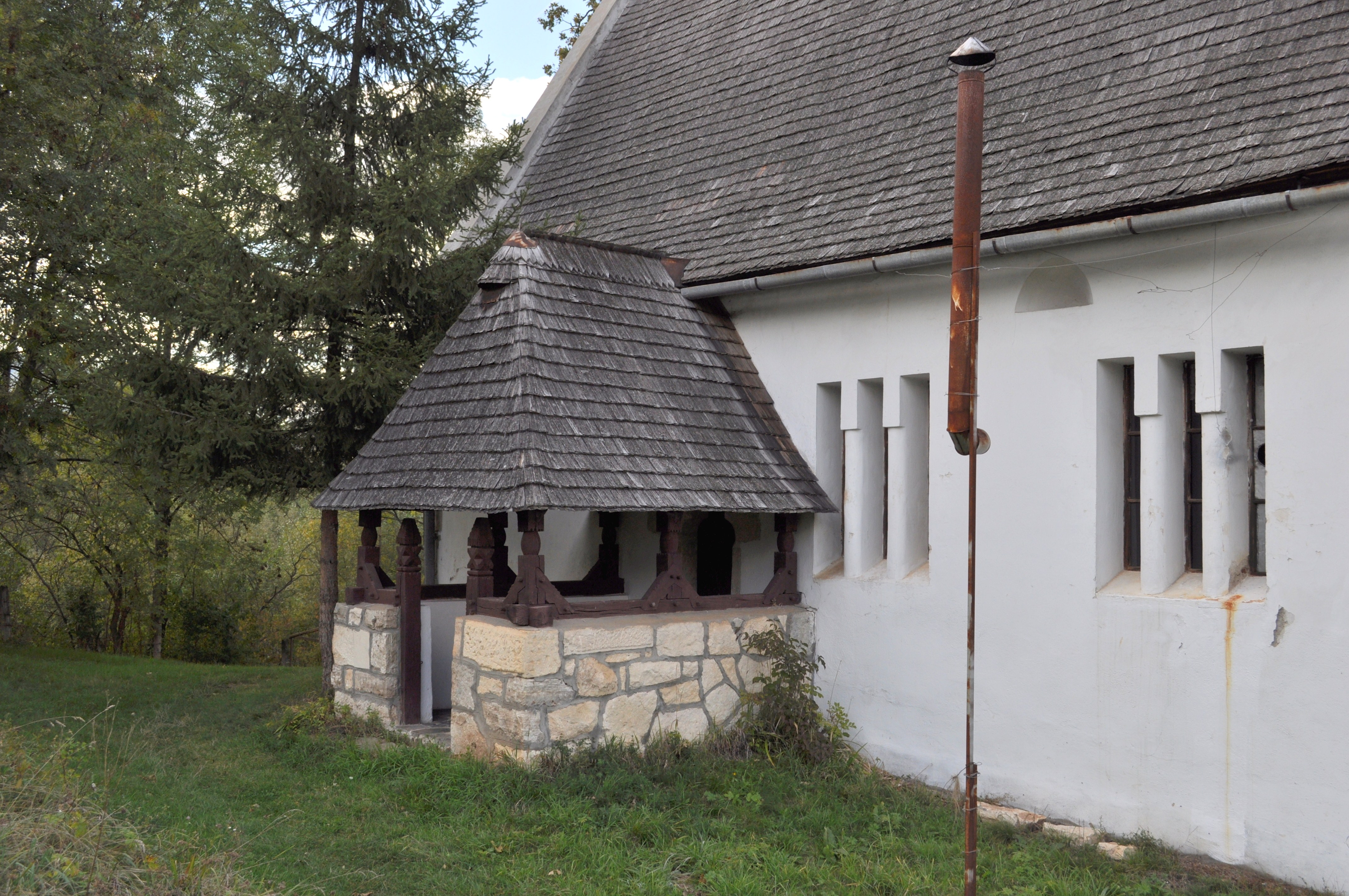
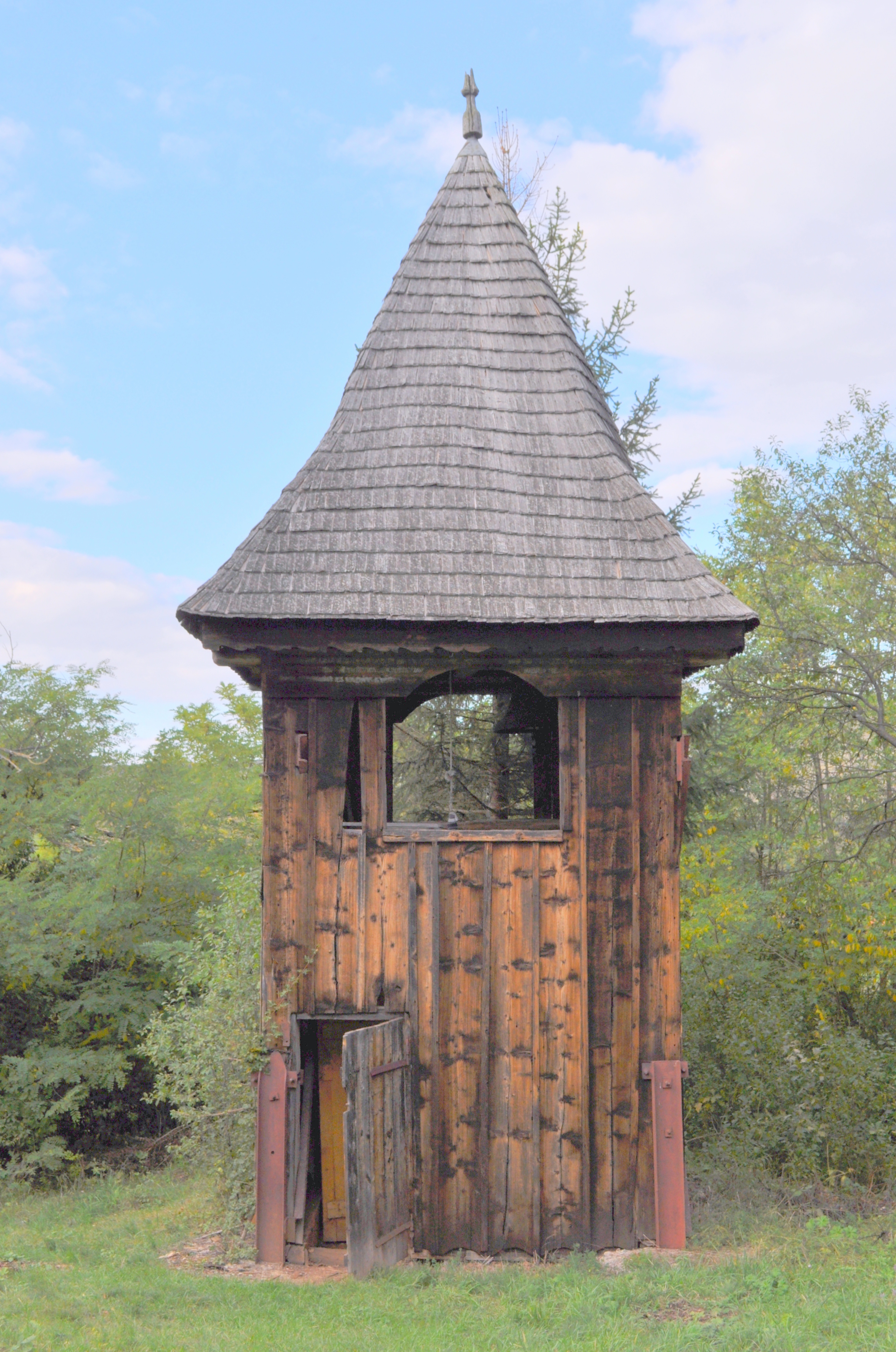
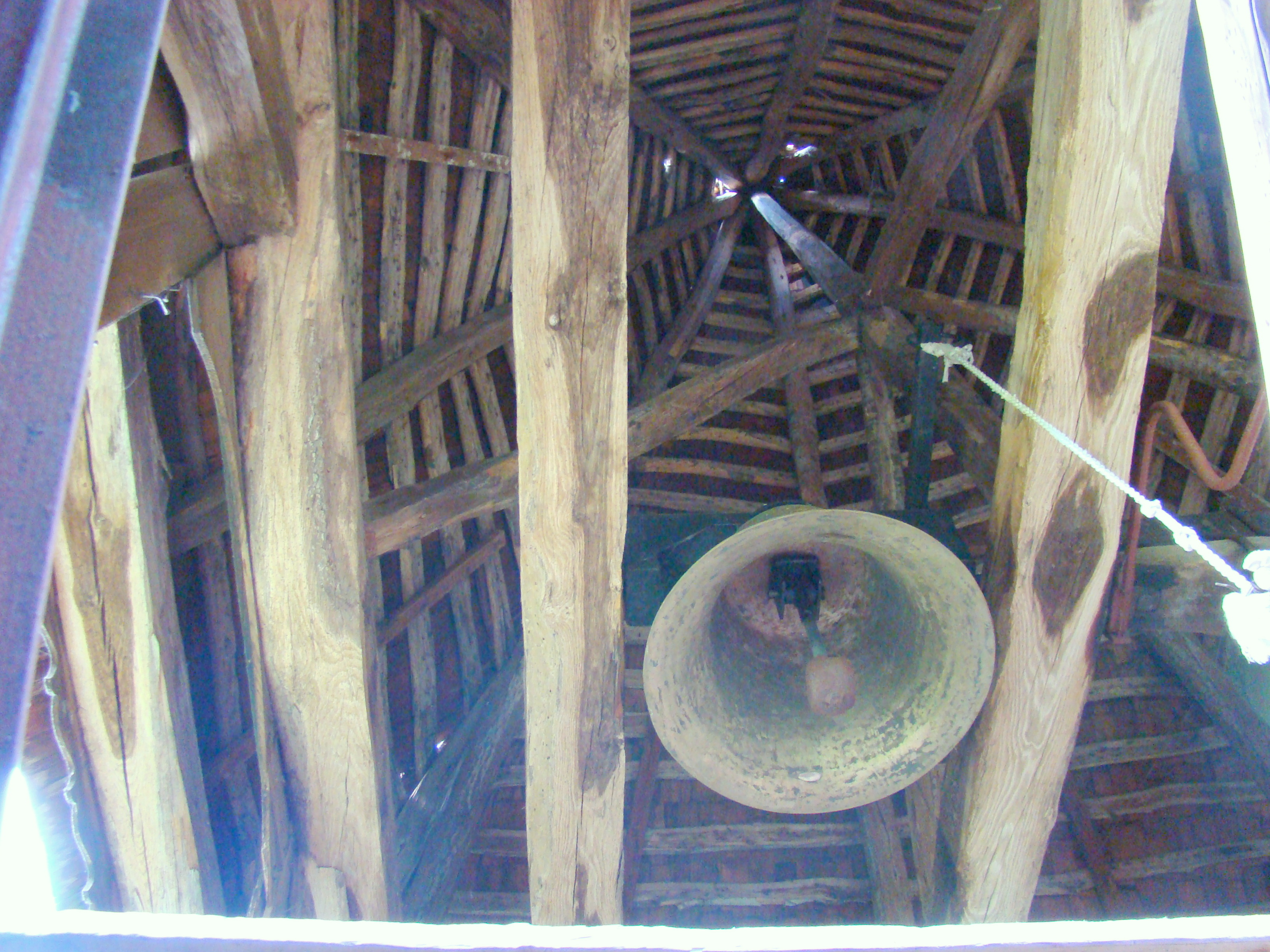
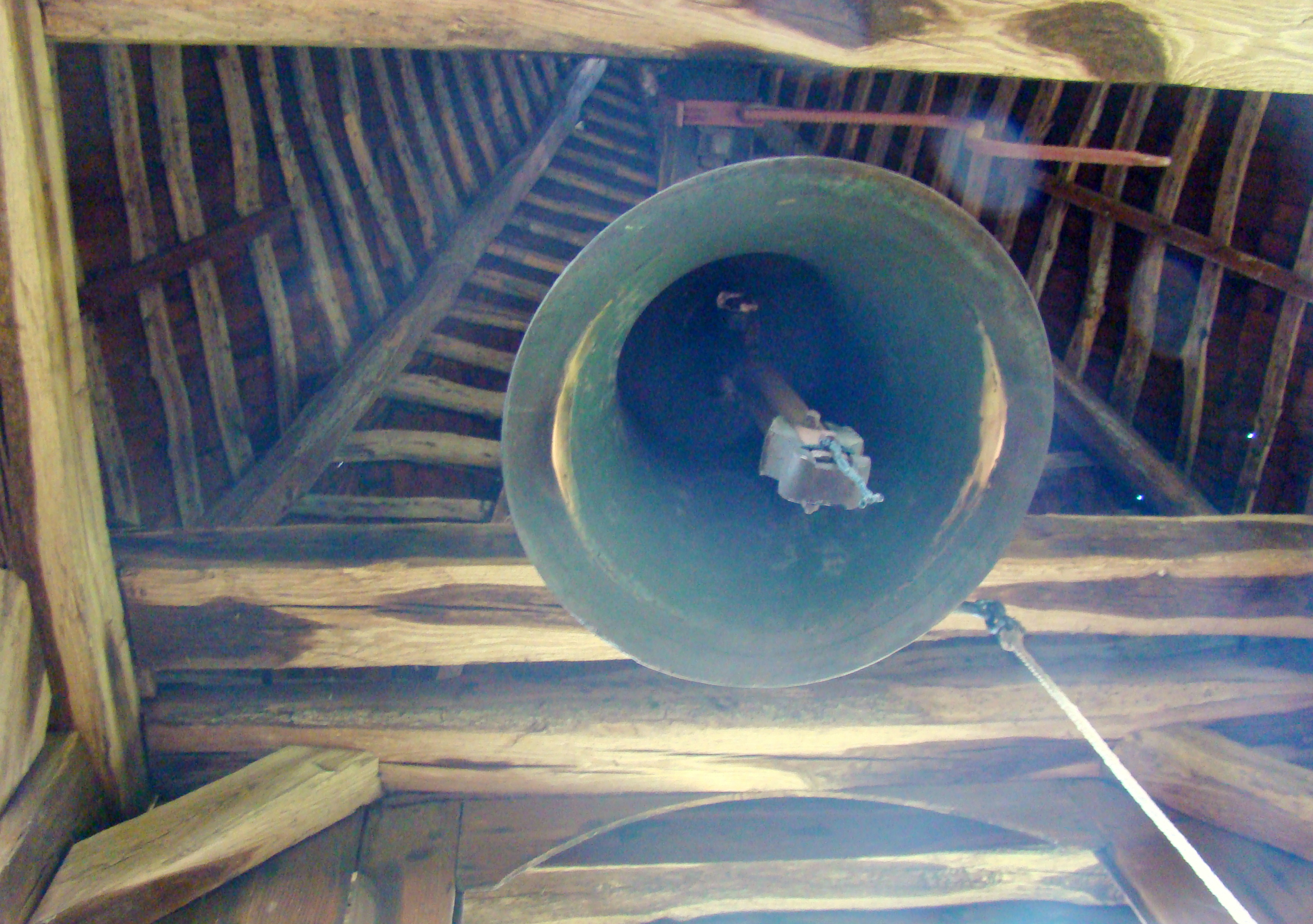
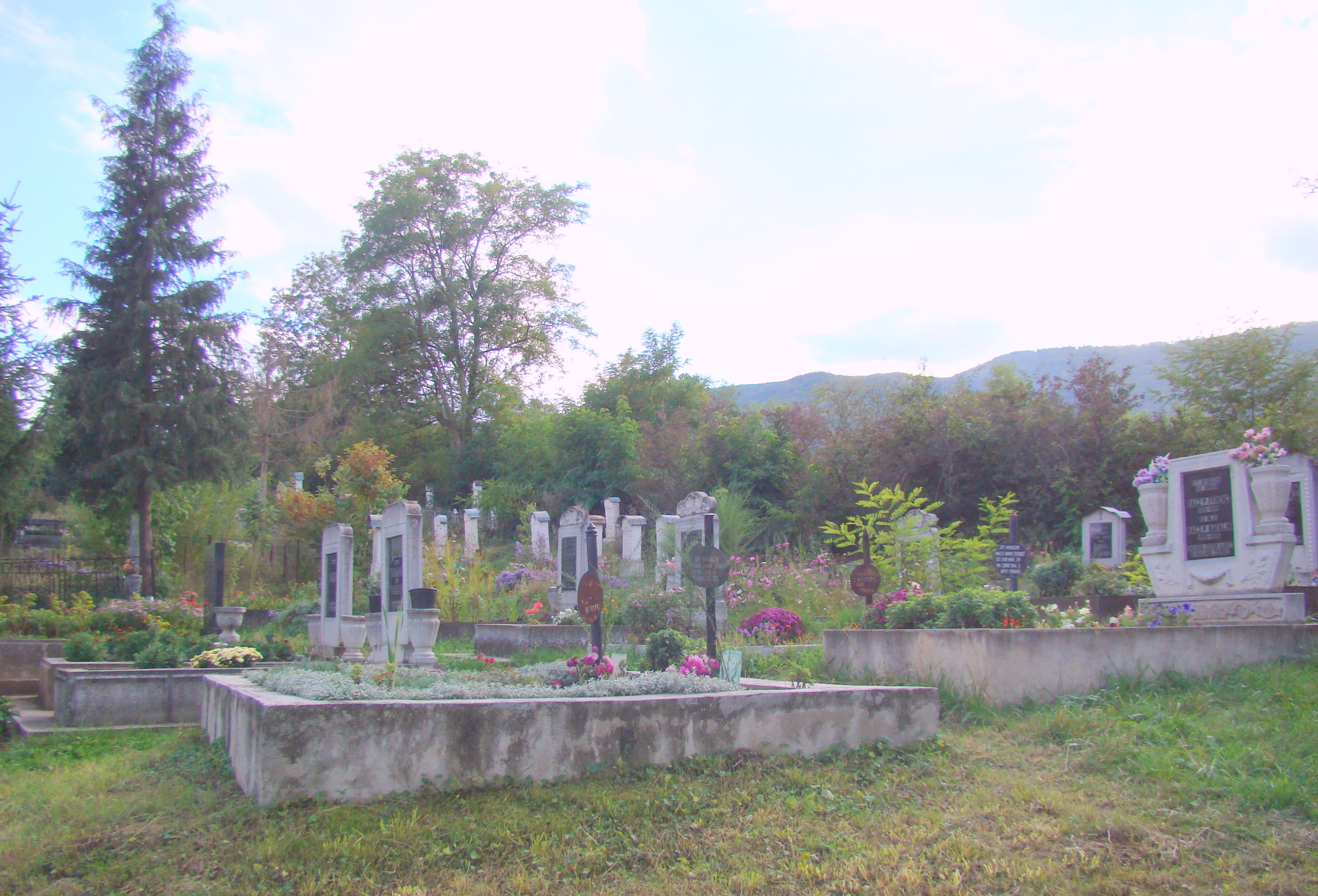
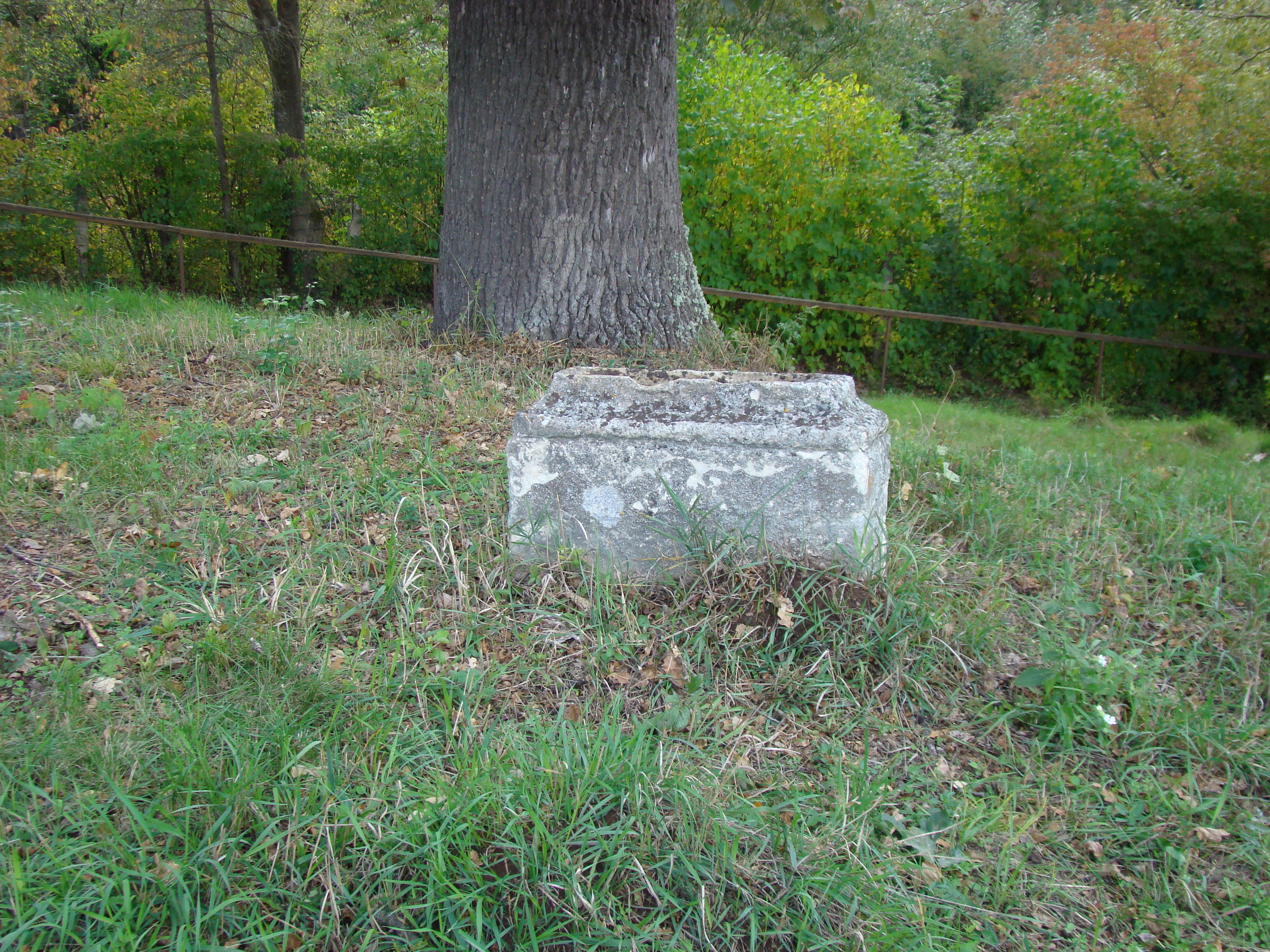
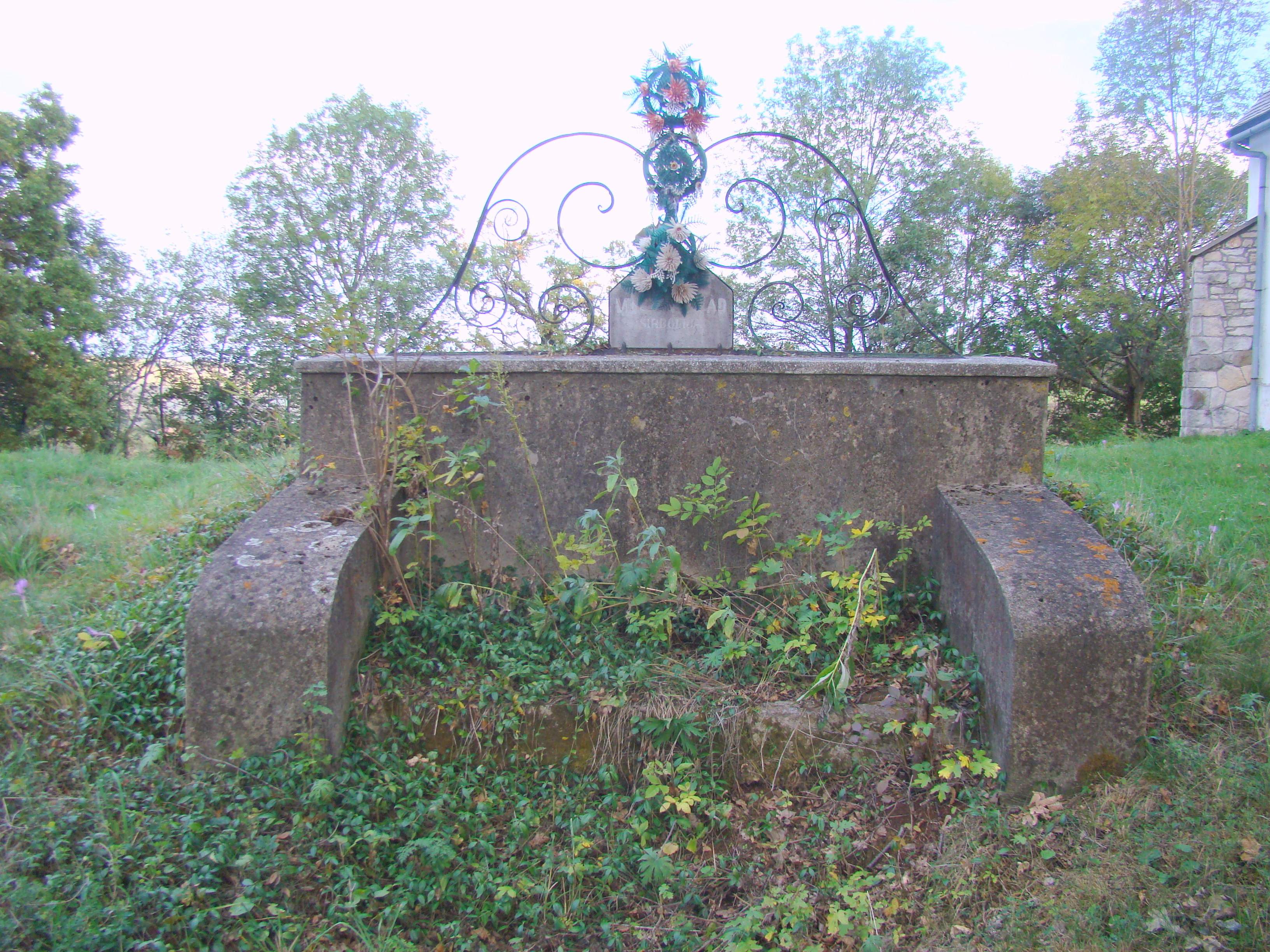
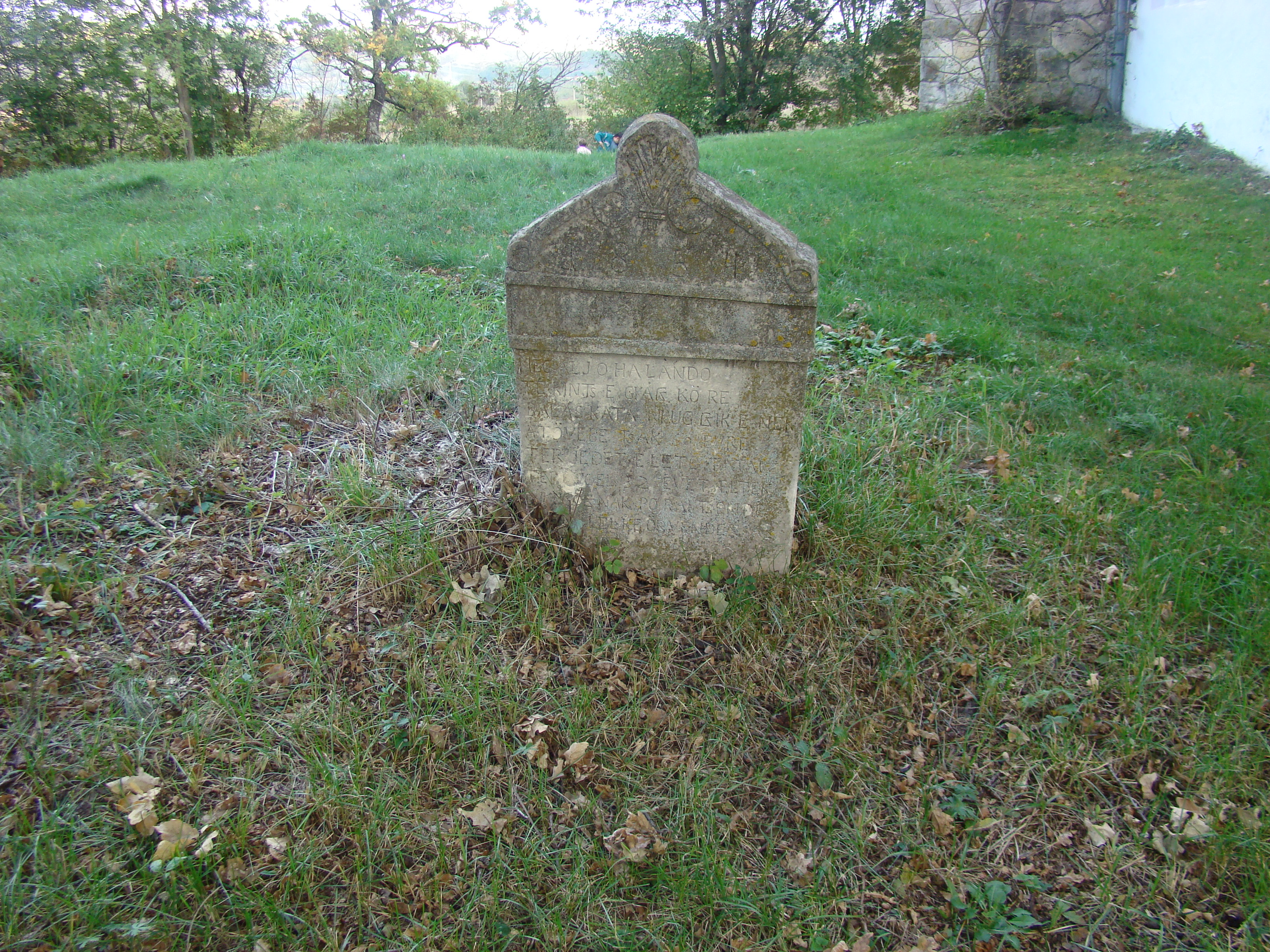
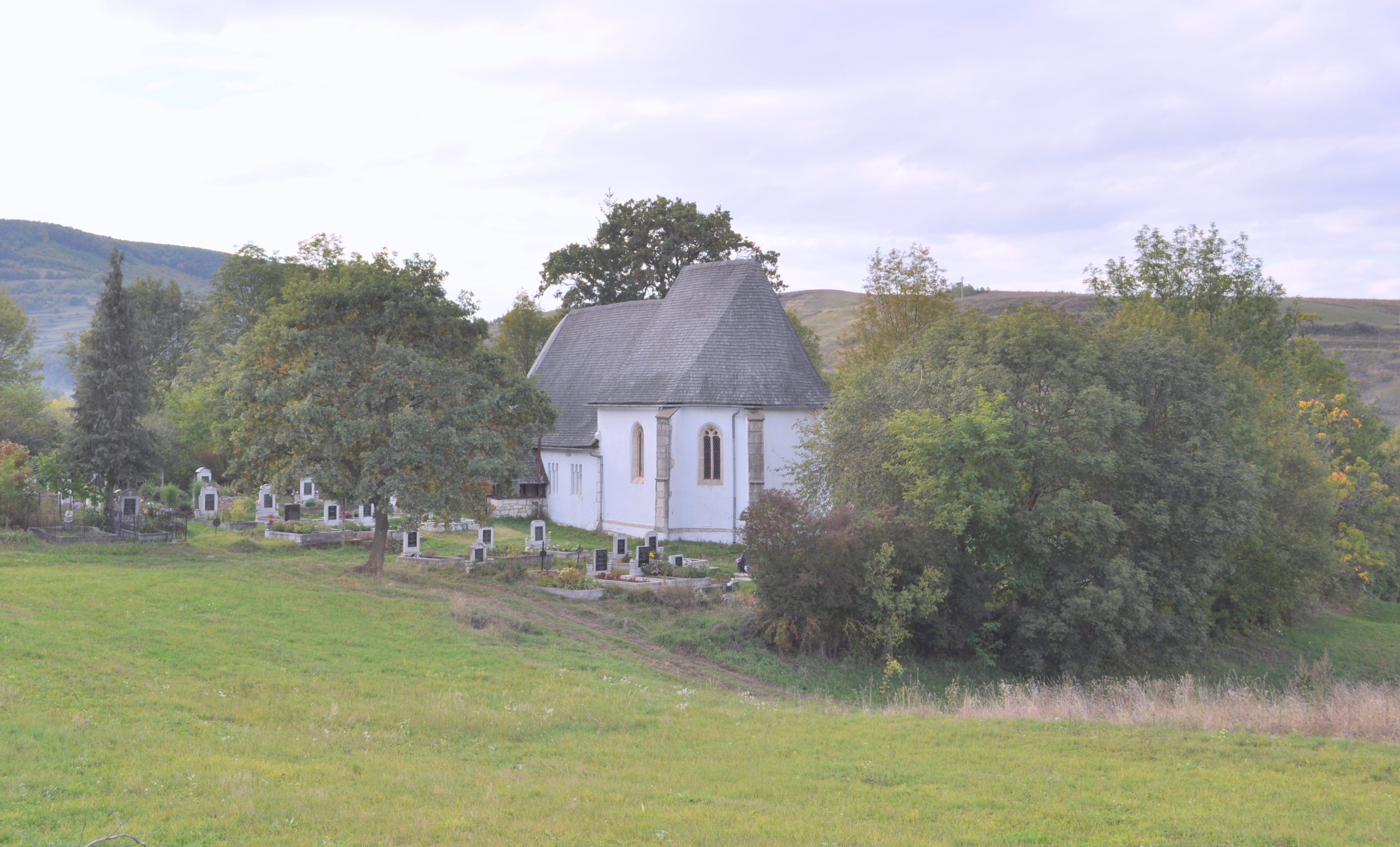
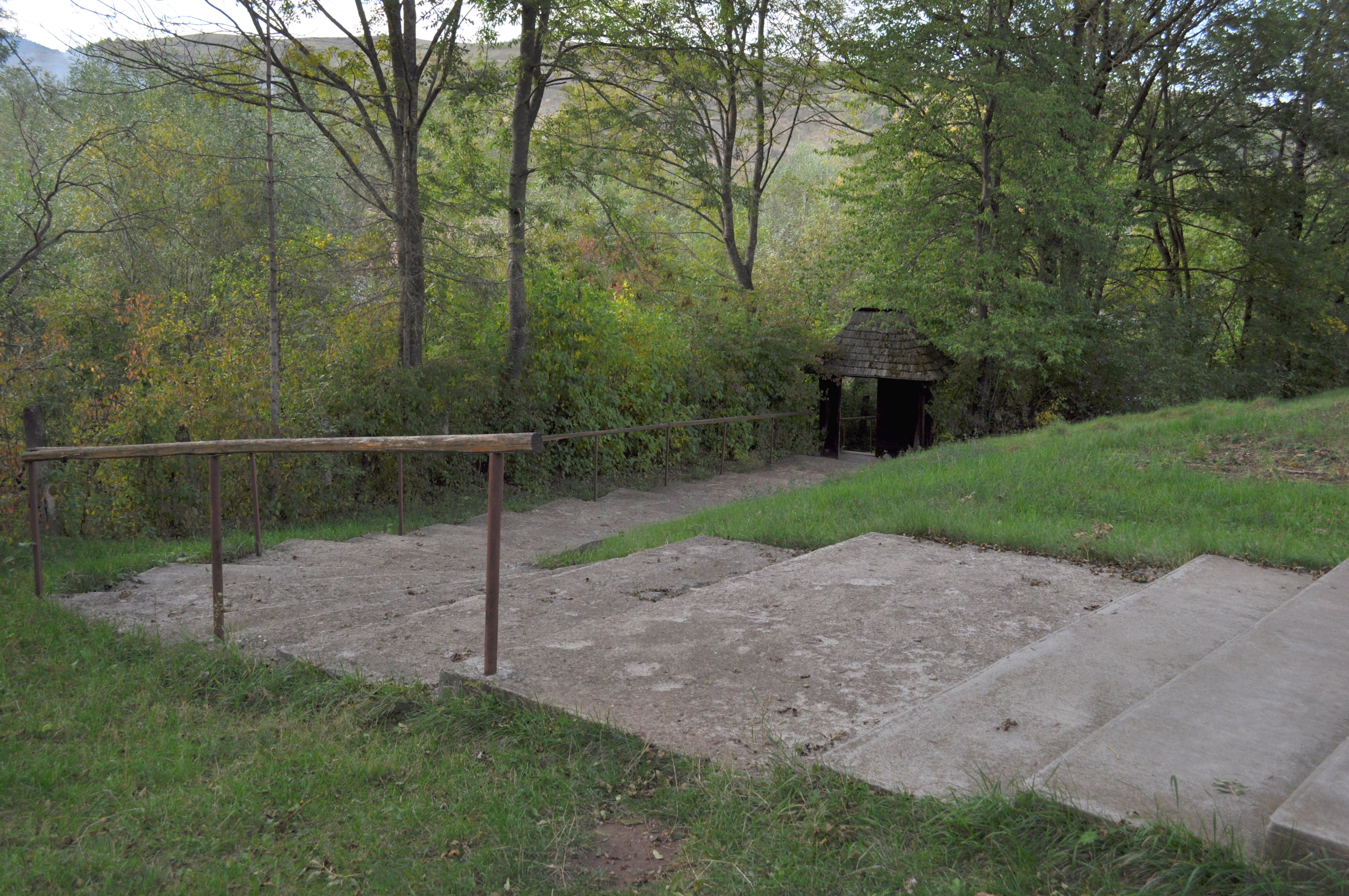
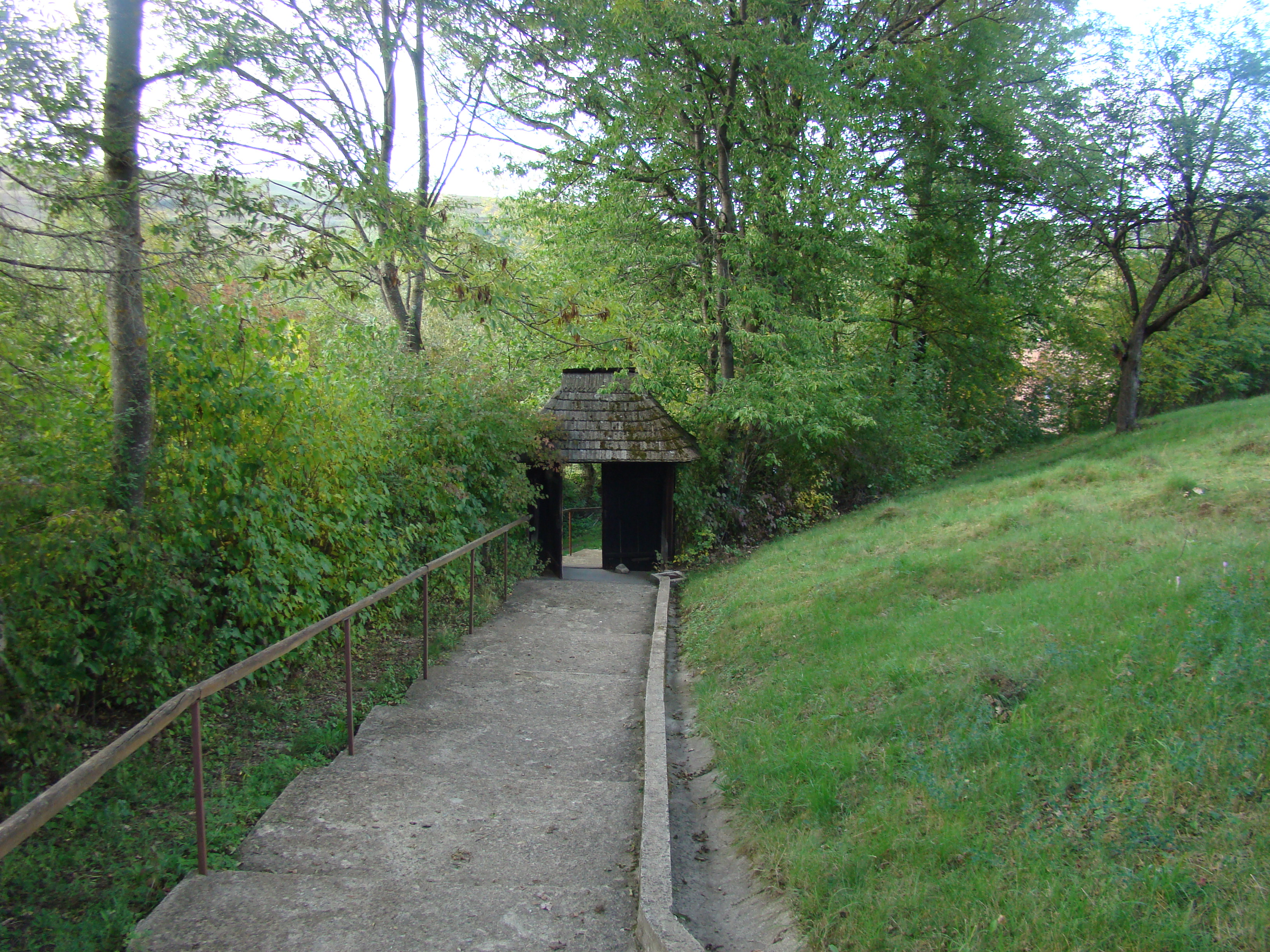

## Vezi și
- Căpușu Mic, Cluj